# Flurkreuz

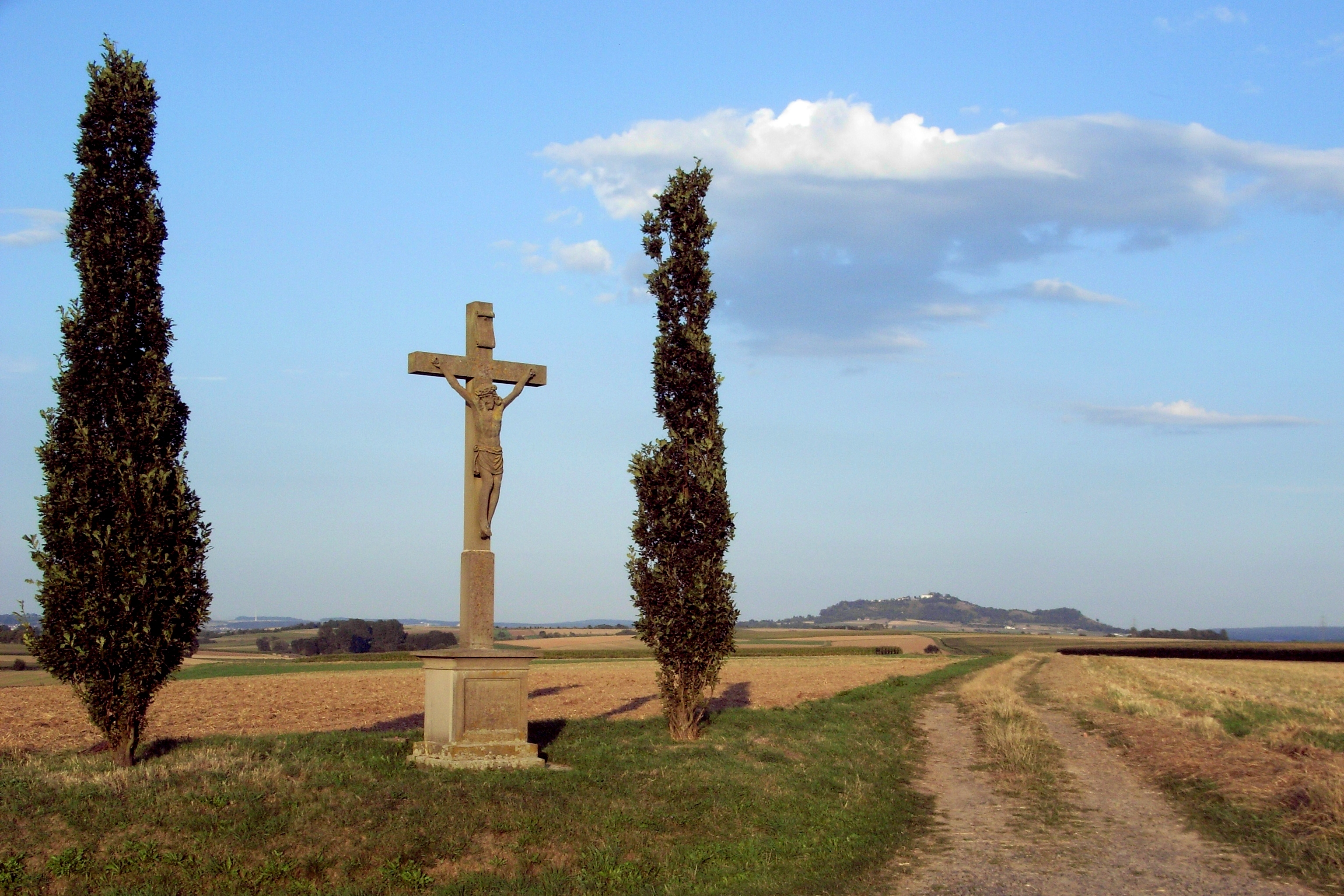
Bauerbacher Kreuz bei Marburg-Bauerbach

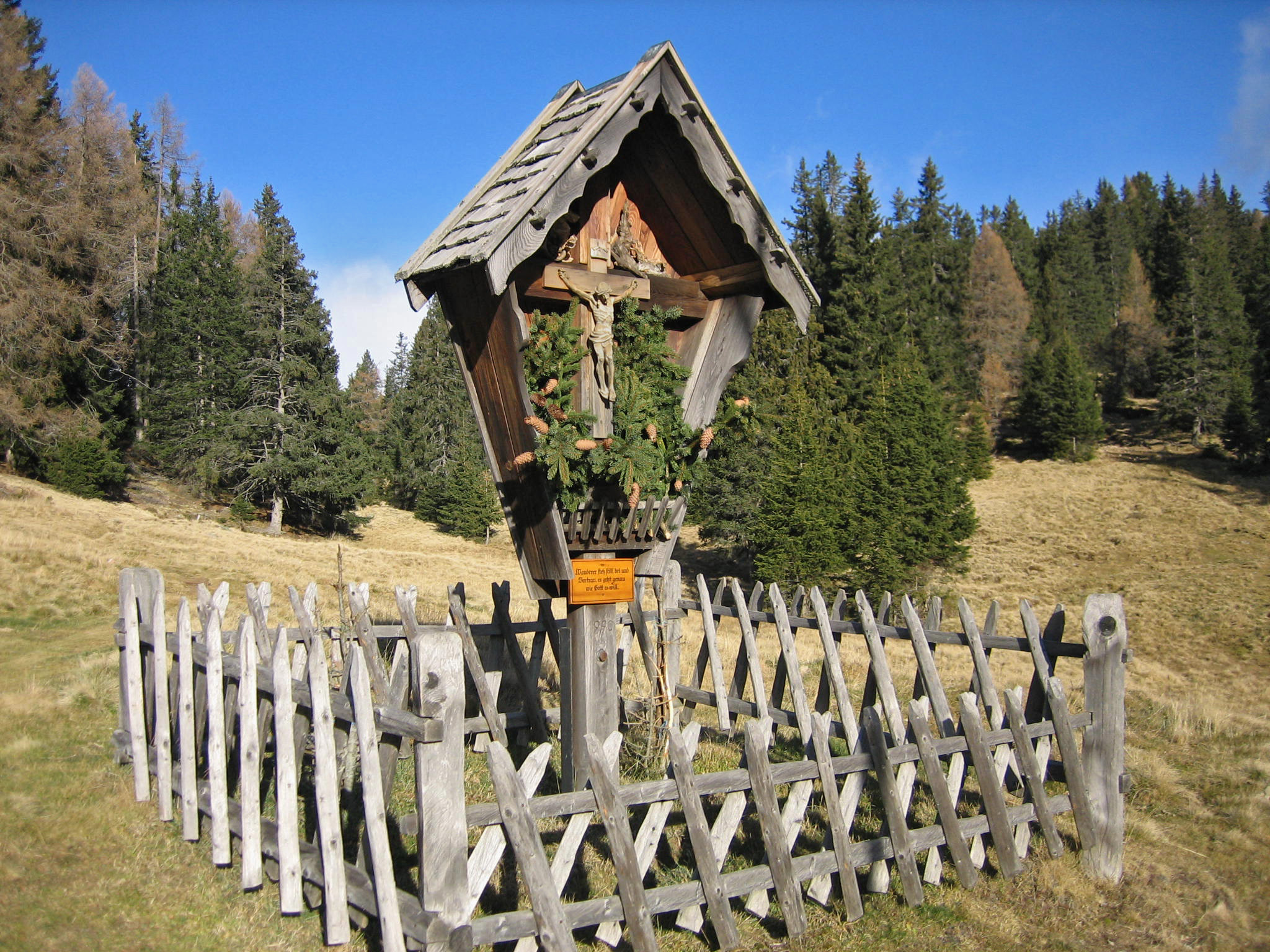
Hölzernes Marterl am Salten mit Verdachung und seitlicher Verschalung

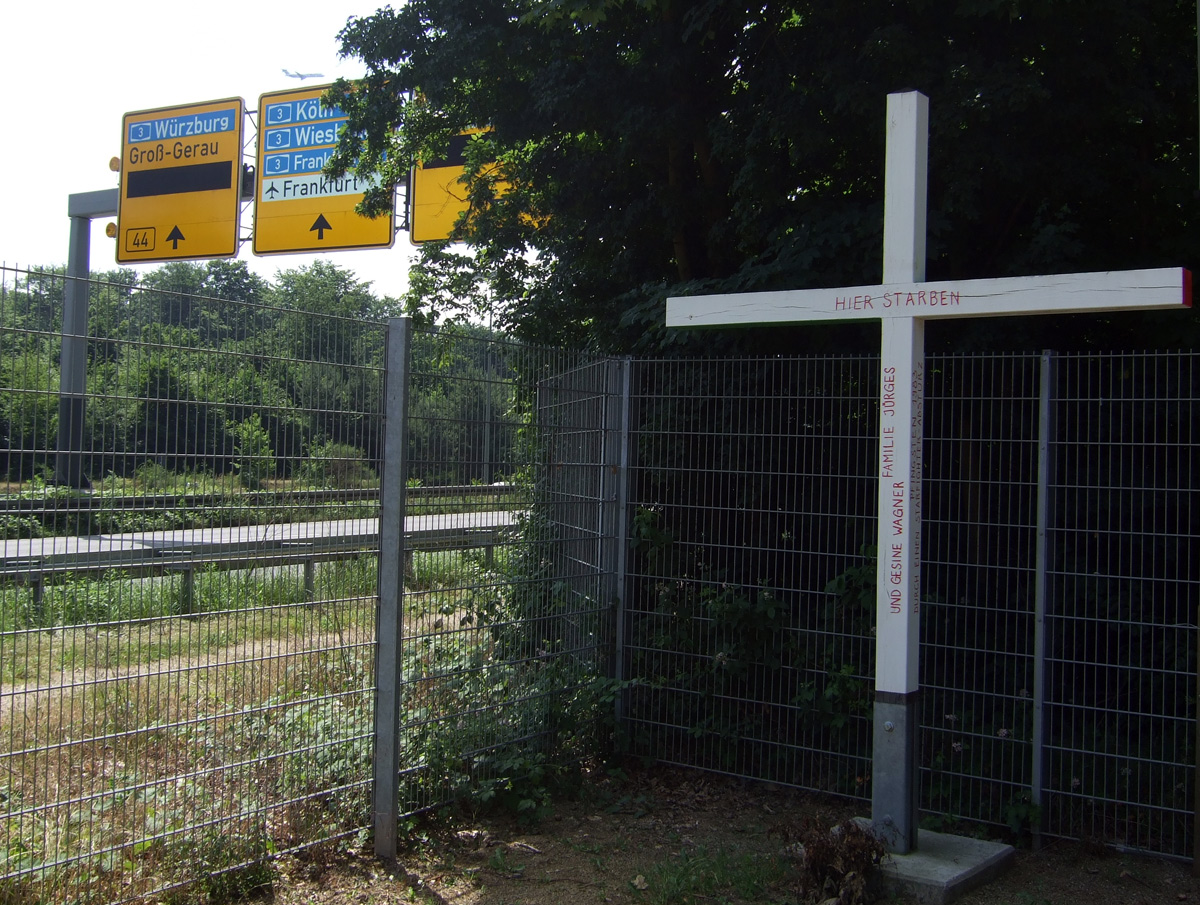
Gedenkkreuz für das Flugtagunglück von Frankfurt

Ein Flurkreuz (auch Weg(e)kreuz oder Feldkreuz) ist ein Kreuz an einer Wegkreuzung, einem Weg oder einer Straße, am Feldrand oder im Wald. Es kann aus Holz, Stein oder Metall bestehen. Häufig sind Flurkreuze als Kruzifixe, das heißt mit Darstellung des gekreuzigten Christus, gestaltet. Sie sind Zeichen christlichen Glaubens, die Anlässe für ihre Errichtung sind vielfältig.
Im bairischen Sprachraum werden Flurkreuze, wie auch Bildstöcke und Erinnerungstafeln, regional als „Marterl“ bezeichnet.

## Standorte
Flurkreuze können an exponierter Stelle, auf Anhöhen oder an Weggabelungen errichtet sein und das Landschaftsbild prägen. Daher sind sie auch auf topographischen Karten ausgewiesen. Oft dienen sie als Wegzeichen für Wanderer und Pilger oder kennzeichnen gefährliche Stellen. Wegkreuze können Anhaltspunkte für alte Wallfahrtswege oder Prozessionswege sein; am Urlauberkreuz trafen sich die Pilger, und die Familie nahm Abschied. In der Regel stehen Flurkreuze einzeln in der Landschaft und werden gelegentlich von zwei Bäumen, oft Linden, flankiert.
Gedenkkreuze und Sühnekreuze stehen nicht immer am Wege, sondern oft am entlegenen Tatort eines Verbrechens oder dem Ort eines Unfalls. Ebenso kennzeichnen manche Pestkreuze frühere Gräber von Pesttoten und können abseits von Wegen liegen. Die Sitte, an Stellen, wo Menschen bei Verkehrsunfällen, Flugzeugabstürzen oder Grubenunglücken tödlich verunglückt sind, ein Unfallkreuz aufzustellen, ist heute weltweit verbreitet.
An exponierter Stelle in der Landschaft stehen auch Gipfelkreuze, Friedenskreuze und Ostlandkreuze, die aber nicht zu den Flurkreuzen im engeren Sinne gerechnet werden. In Wanderkarten werden Flurkreuze oder Bildstöcke zur Orientierung eingetragen.

## Geschichte

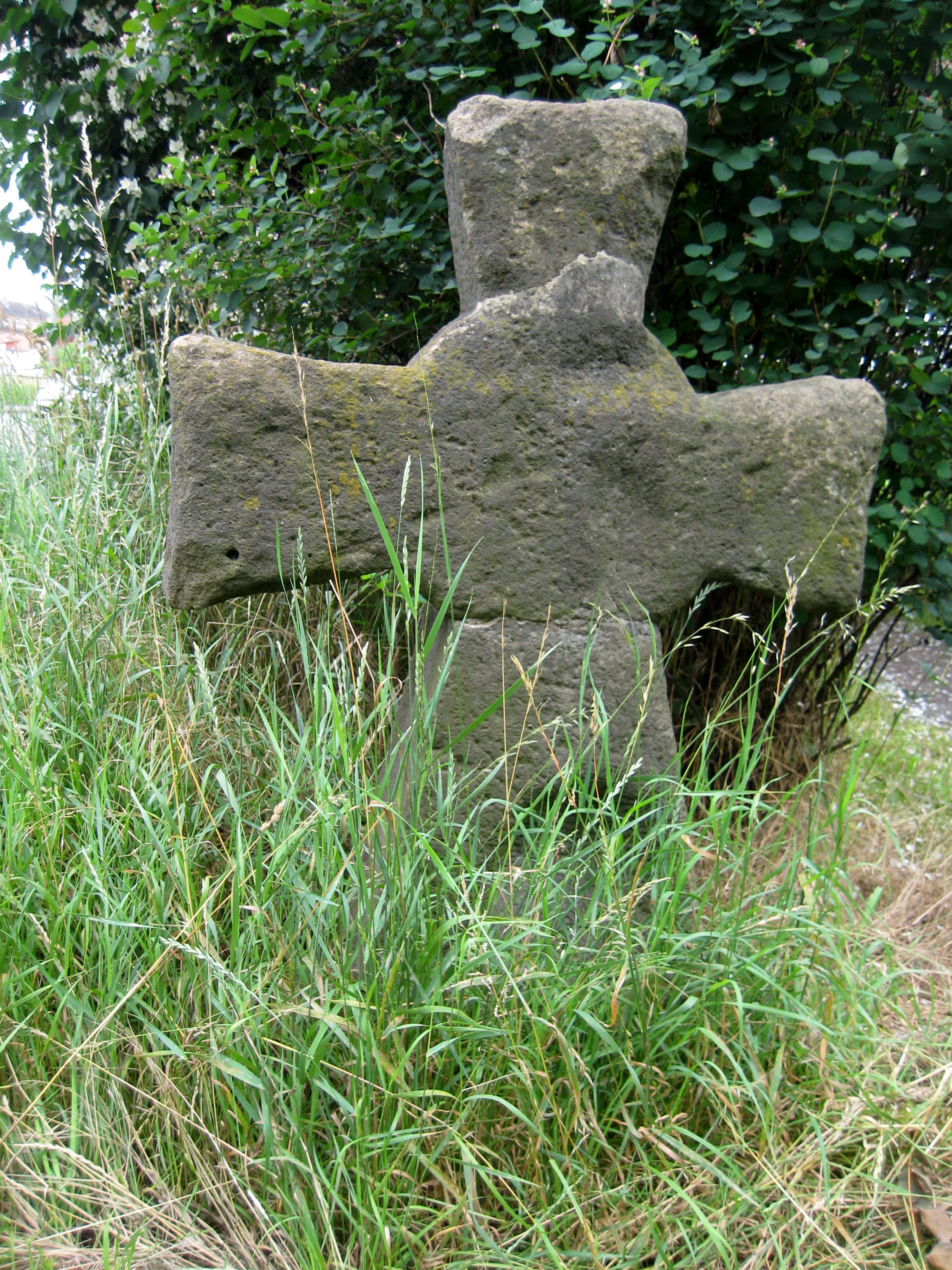
Mittelalterliches Sühnekreuz in Dresden-Tolkewitz

An viele Kreuze knüpfen sich Sagen, die eine besondere Geschichte zu dem jeweiligen Exemplar erzählen. Ihr genaues Alter und der Wahrheitsgehalt sind jedoch oft nicht nachweisbar. Aus dem 13. bis 16. Jahrhundert stammen die ältesten steinernen Sühnekreuze, meist in einfacher Kreuzform ohne Text, allenfalls mit der Darstellung des Mordwerkzeugs oder eines Symbols, das auf den Beruf des Ermordeten hinweist. Nach mittelalterlichem Recht wurden sie in Erfüllung von Sühneverträgen zwischen verfeindeten Parteien aufgestellt, mit denen eine Blutfehde nach einem Mord oder Totschlag beendet werden sollte. Mit der Einführung der Constitutio Criminalis Carolina (Halsgerichtsordnung) durch Kaiser Karl V. 1533 wurden die privaten Sühneverträge von einer ordentlichen Gerichtsbarkeit abgelöst, wobei auch die Verpflichtung zur Errichtung von Sühnekreuzen entfiel.
Zur Zeit der Gegenreformation ab dem 16. Jahrhundert wurde – besonders gefördert von den Jesuiten – die Präsenz der katholischen Kirche unter anderem auch durch Werke der Architektur in der Öffentlichkeit gestärkt. Es entstanden Bildstöcke und Wegkreuze, bei deren inhaltlicher Gestaltung jetzt auch die Marienverehrung zum Tragen kam. Nach dem Dreißigjährigen Krieg erinnern Schwedenkreuze an die Belastungen durch die fremden Truppen; speziell in Österreich ordnete Kaiser Ferdinand III. 1650 die Errichtung von „Stainern oder andere Creutz und Bett Marter Säulen an denen Strassen Pässen und Wegschaiden“ aus Dankbarkeit über den Friedensschluss an. „Hussitenkreuze“ erinnern in ähnlicher Form an die Hussitenkriege in Böhmen und Teilen Österreichs. Jedoch ist davon auszugehen, dass im Volksmund als „Schwedenkreuz“ oder „Hussitenkreuz“ bezeichnete Flurkreuze nicht zuverlässig diesen historischen Ursprung haben.
Im Rheinland sind viele Kreuze während der französischen Besetzung (1794–1814) verloren gegangen, da dort im Zuge der Säkularisation Wegekreuze verboten waren. Nur wenige Kreuze konnten von der Bevölkerung versteckt werden und sind so ihrer Vernichtung entgangen.
An die zur Schlacht in Lothringen gehörende Schlacht bei Saarburg erinnert bis heute das sogenannte „Kreuz von Saarburg“, ein in Buhl-Lorraine stehendes Flurkreuz des 19. Jahrhunderts, an dem am 20. August 1914 das Kreuz von einer Granate weggeschossen wurde, die Christusfigur aber aufrecht stehen blieb. Es wurde daher zu einem beliebten Postkarten- und Fahnenmotiv.
Gegenwärtig werden Flurkreuze von der Denkmalpflege zu den Kleindenkmalen gezählt. Neben Verwitterung durch Wind und Wetter sind Flurkreuze auch durch gut gemeinte, aber nicht fachgerechte Restaurierungsversuche mit ungeeigneten Materialien gefährdet; Veränderungen der Landschaft, wie Straßenbau, Ausweisung von Baugebieten oder Flurbereinigungen, haben schon häufig zum Verlust von Flurkreuzen geführt. Der historische Standort eines Flurkreuzes ist meist mit einer besonderen Bedeutung verbunden, die verloren geht, wenn es an einen neuen Standort versetzt wird.

## Gestaltung

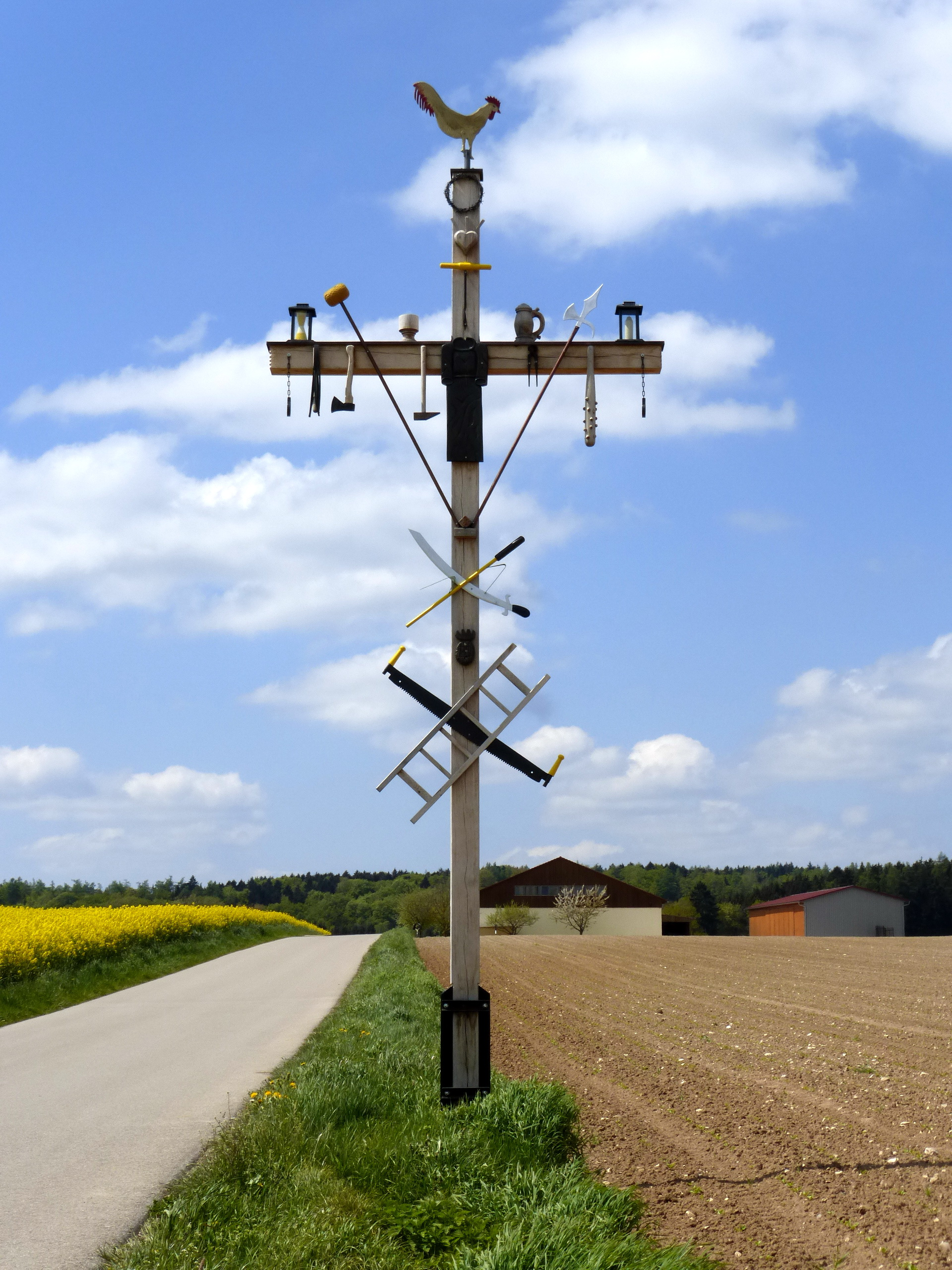
Arma-Christi-Kreuz bei Stammham, Ortsteil Appertshofen

In einigen Gegenden bestehen Flurkreuze größtenteils aus Holz (z. B. im Alpenraum). Vom kleinen unscheinbaren bis hin zu den aus starken Balken gezimmerten Kreuzen ist jede Größe vertreten. Wurde ein hölzernes Flurkreuz im Lauf der Jahrzehnte morsch oder baufällig, restaurierte man es oder stellte ein neues an dem Ort auf. Daher sind die wenigsten hölzernen Flurkreuze wirklich alte Stücke, sondern meist Neuanfertigungen nach altem Vorbild.
Als „Kastenkreuze“ haben hölzerne Kreuze oft eine Verdachung und seitliche Verschalungen, die auch Verzierungen aufweisen können.

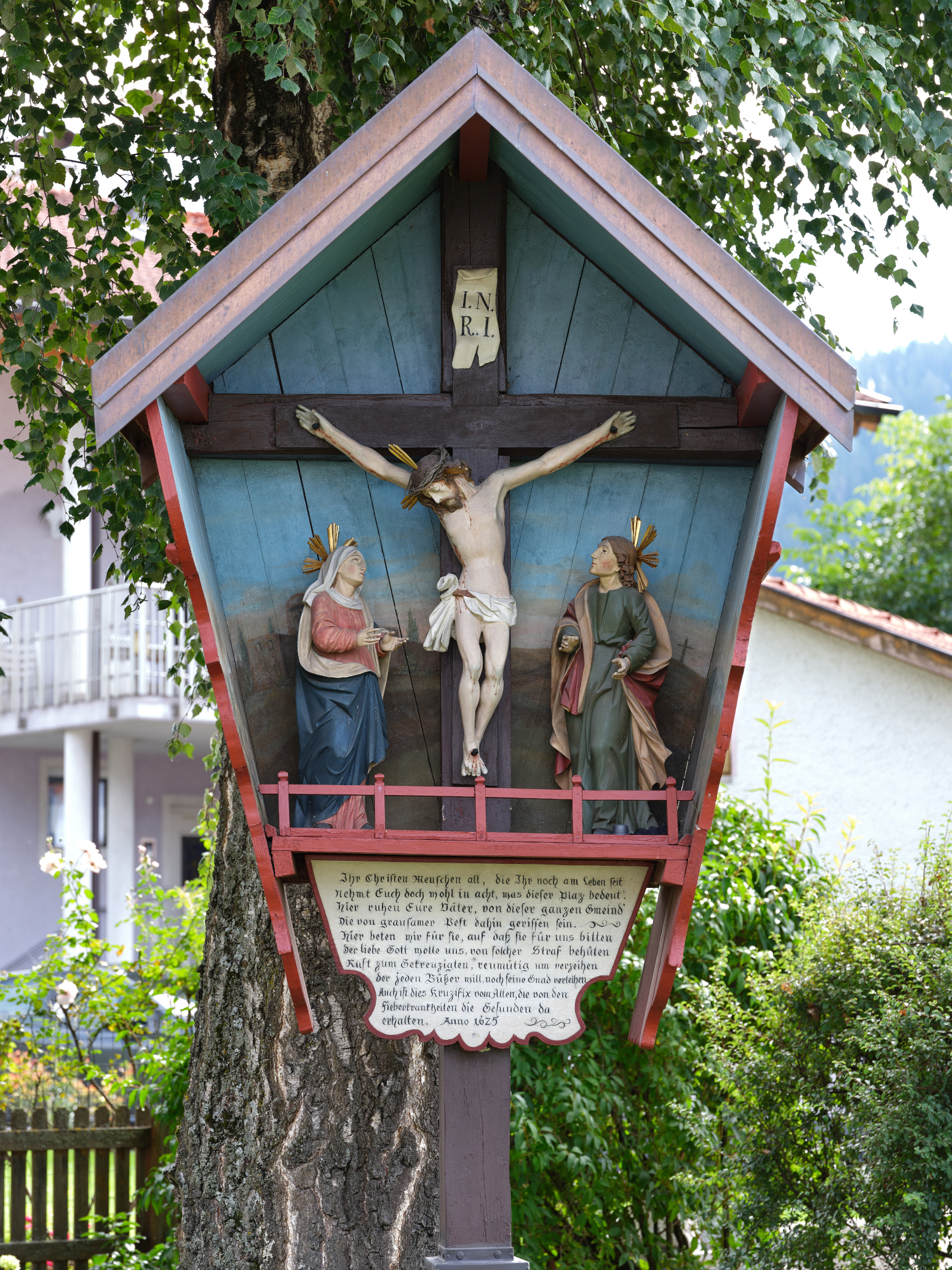
Hölzernes Wegkreuz (Kruzifix) im farbig verziertem Holzkasten erinnert an die Pest in Völs (Tirol) im Jahr 1637.

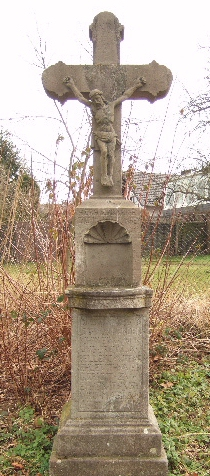
Steinernes Wegkreuz mit Expositionsnische in Bonn

In vielen Gegenden (z. B. im Rheinland) sind Flurkreuze aus Stein und damit weitaus dauerhafter, obwohl es auch in solchen Gegenden Holzkreuze gegeben haben dürfte, da sie preiswerter waren. In der Eifel gibt es noch einen sehr dichten Bestand an Flurkreuzen unterschiedlicher Art. Sie bestehen aus dem dort abgebauten Sandstein oder dem sehr robusten Basalt (siehe auch Basaltkreuz) und sind daher erhalten geblieben; zudem lassen sich dort Werkstätten nachweisen, die hauptsächlich Grab- und Flurkreuze herstellten. Vom 17. bis 19. Jahrhundert wurden dort eine größere Anzahl Flurkreuze hergestellt und teils auch exportiert.
Die frühesten Steinkreuze waren von gedrungener Form und mit ihrer Höhe von etwa einem halben Meter kleiner als hölzerne Flurkreuze. Im 19. Jahrhundert wurden dann (zumindest im Rheinland) deutlich größere Steinkreuze errichtet. Viele Flurkreuze sind eigentlich Kruzifixe mit einem geschnitzten oder in Stein ausgeformten Cruzifixus. Daneben finden sich auch Heiligendarstellungen oder die ikonographischen Attribute von Heiligen, manchmal zusätzlich zu einem Christuskorpus. Arma-Christi-Kreuze zeigen die Leidenswerkzeuge im Umkreis der Kreuzigung Jesu Christi, Fünfwundenkreuze haben symbolische Darstellungen der Kreuzigungswunden Christi.
Manche Wegkreuze weisen eine Konsole mit einer Nische (Expositionsnische) auf, auf der bei eucharistischen Prozessionen die mitgeführte Monstranz abgestellt werden konnte; dort wurde dann auch der eucharistische Segen gespendet. An einigen Kreuzen befindet sich eine Inschrift, aus der zu ersehen ist, warum das jeweilige Kreuz aufgestellt wurde und von wem es gestiftet oder geschaffen wurde. Bei manchen Kreuzen handelt es sich auch um ehemalige Grabkreuze, die später als Flurkreuz wiederverwendet wurden.
Von den steinernen Flurkreuzen zu unterscheiden sind Kreuzsteine, die nicht vollständig in Form eines Kreuzes behauen sind, aber ein erhabenes oder eingemeißeltes Kreuz oder Kruzifix aufweisen. Sie entstanden schwerpunktmäßig im 13. bis 16. Jahrhundert und haben ähnliche Funktionen wie die Steinkreuze aus dieser Zeit: sie wurden aufgestellt für Menschen, die ohne Empfang der Sterbesakramente ums Leben kamen, oder als Sühneleistung des Täters von Gewalttaten.

## Typen

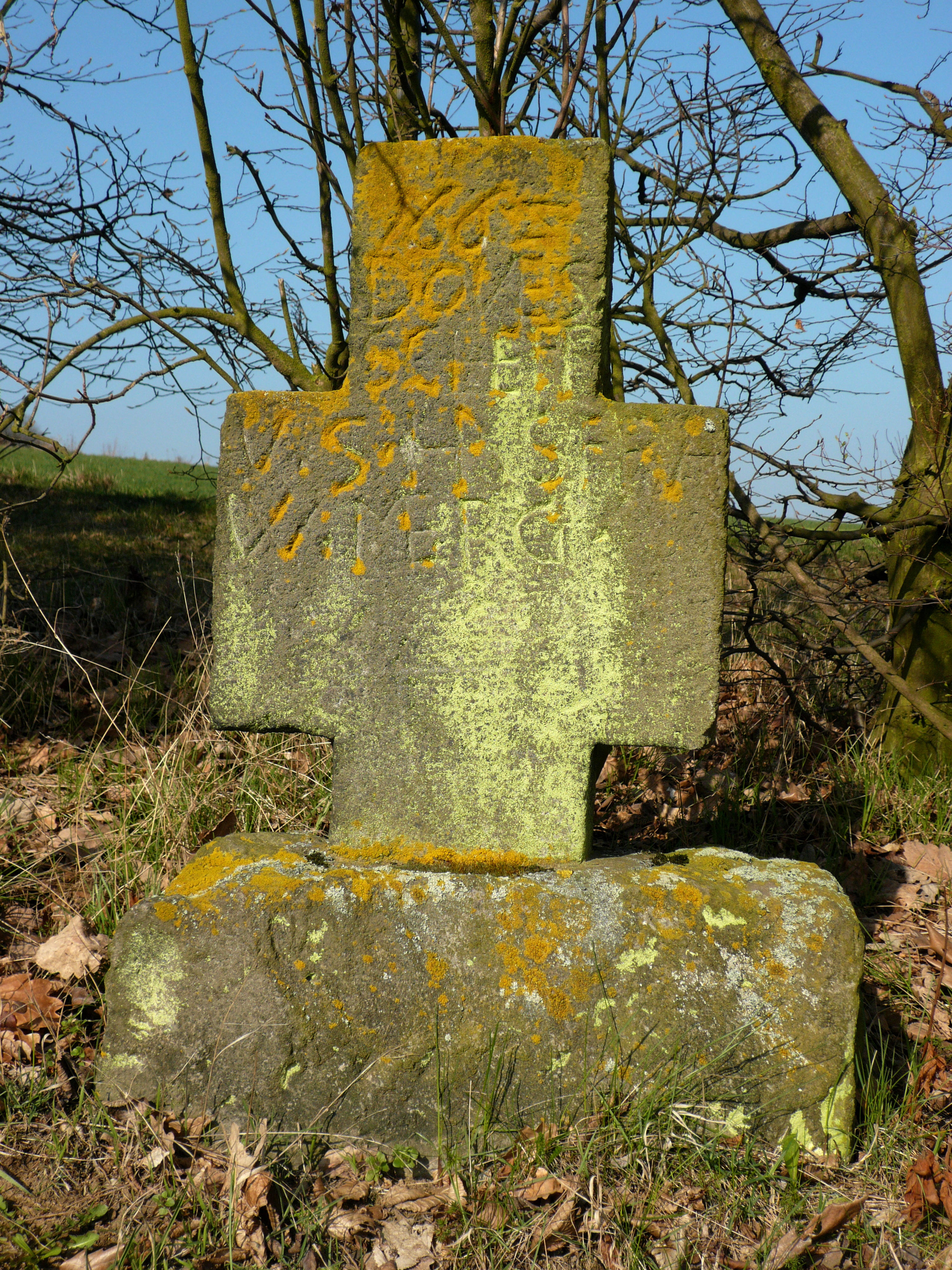
Pestkreuz (1665) bei Dedenbach (Kreis Ahrweiler)

- Gedenkkreuze erinnern an eine oder mehrere verstorbene Personen, an Unfälle oder Gewalttaten, Florianikreuze zu Ehren des heiligen Florian, des Schutzpatrons der Feuerwehr, erinnern an Brandkatastrophen oder das Verunglücken von Feuerwehrleuten, und Pestkreuze erinnern an Pestepidemien oder markieren den Ort eines Pestfriedhofs.
- Armesünderkreuze oder „Galgenkreuze“ in Form von Kreuzen oder Bildstöcken standen am Weg zu Hinrichtungsstätten.
- Von einem „Votivkreuz“ spricht man, wenn das Kreuz aufgrund eines Gelübdes aus Dank nach der Errettung aus einer Notlage wie Krieg, Krankheit, Seuche oder Lebensgefahr gestiftet und errichtet wurde.
- Im Münsterland sind an vielen Stellen Hofkreuze zu finden. Sie gehören zu Bauernhöfen und stehen meistens an öffentlichen Wegen in der Nähe der Hofzufahrt.[8]
- Wetter- oder Hagelkreuze wurden als Schutz vor Wetterkatastrophen oder nach schweren Unwettern aufgestellt.
- Nischenkreuze weisen eine Nische („Expositionsnische“) zum Abstellen der Monstranz bei eucharistischen Prozessionen oder einer Figur auf.[9]

## Funktionen
Flurkreuze laden die Vorbeigehenden zum Gebet und zur Besinnung ein. Dies kommt gelegentlich durch eine entsprechende Aufschrift zum Ausdruck. Viele Flurkreuze waren und sind auch in das gemeinschaftliche religiöse Brauchtum eingebunden, z. B. dienten sie als Stationen bei einer Prozession oder Wallfahrt.
Im Rheinland und der Eifel gab es den Brauch der „Sieben Fußfälle“, eines Bittganges zu fünf Kreuzen oder Heiligenhäuschen in der Gemarkung. Diese Kurzform eines Kreuzwegs war auch als Sterbebrauch verbreitet, wenn ein Dorfbewohner im Sterben lag oder gestorben war.

## Trivia
Wegen eines vor Jahrhunderten an dieser Stelle errichteten steinernen Kreuzes, das erhalten geblieben ist, wird ein Streckenabschnitt auf der Nordschleife des Nürburgringes „Schwedenkreuz“ genannt.

## Verschiedene Flurkreuze (Wegkreuze)

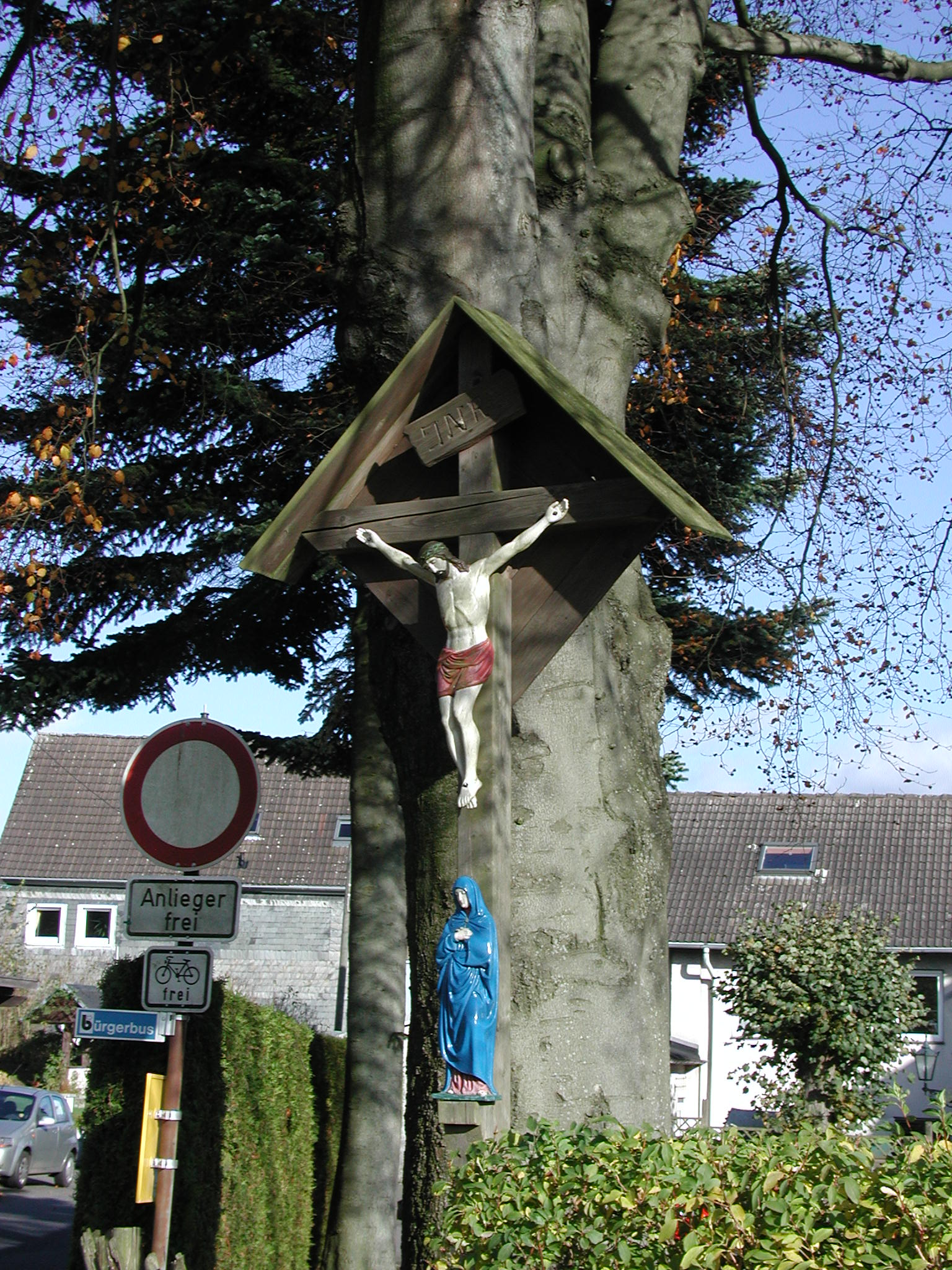
Hofkreuz in Obergarschagen
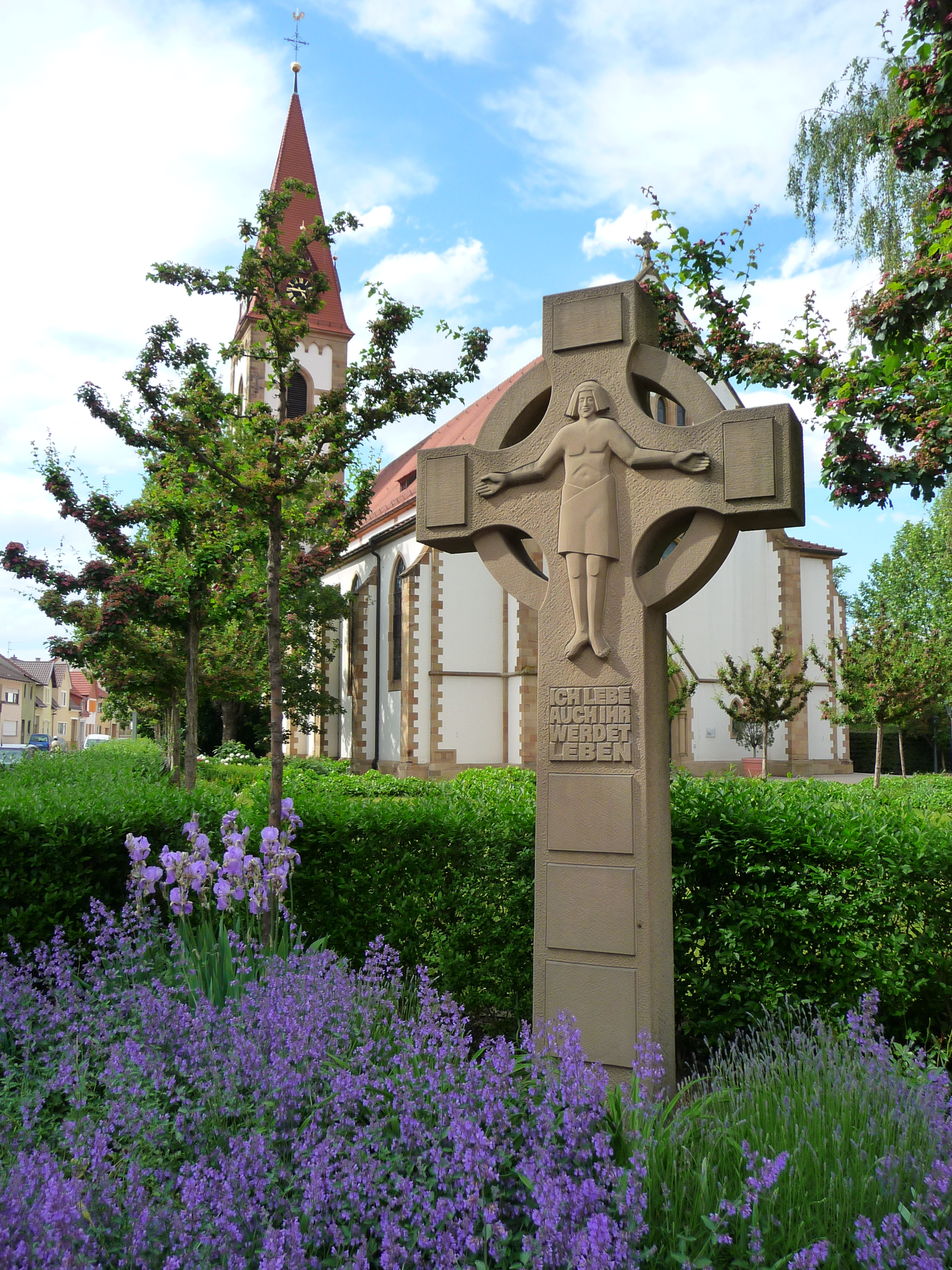
Wegkreuz an der katholischen Kirche St. Kilian in Oftersheim
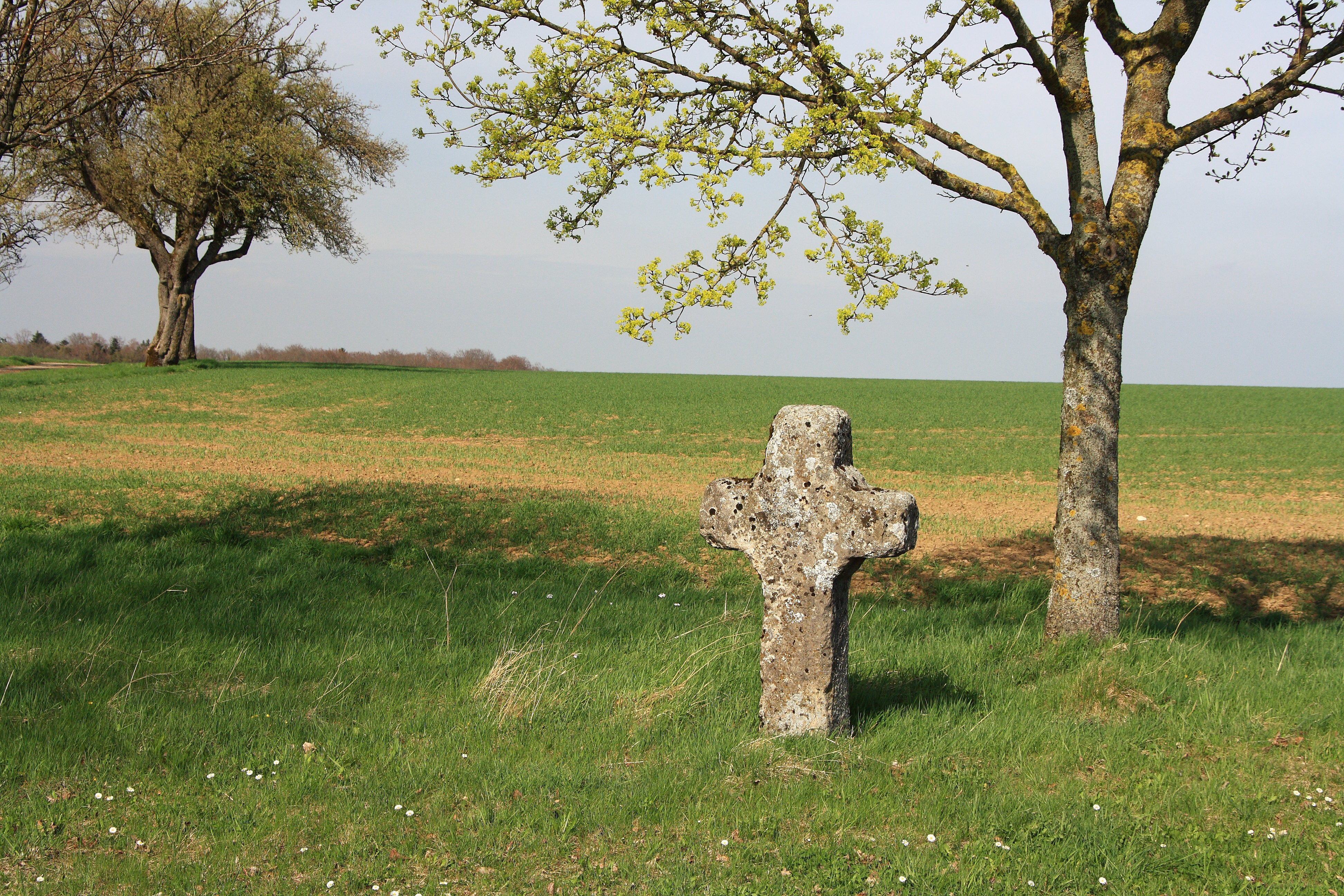
Einfaches Steinkreuz bei Heimberg im Main-Tauber-Kreis
Das Steinbecker Riesenkreuz, das höchste schlichte Steinkreuz Westfalens
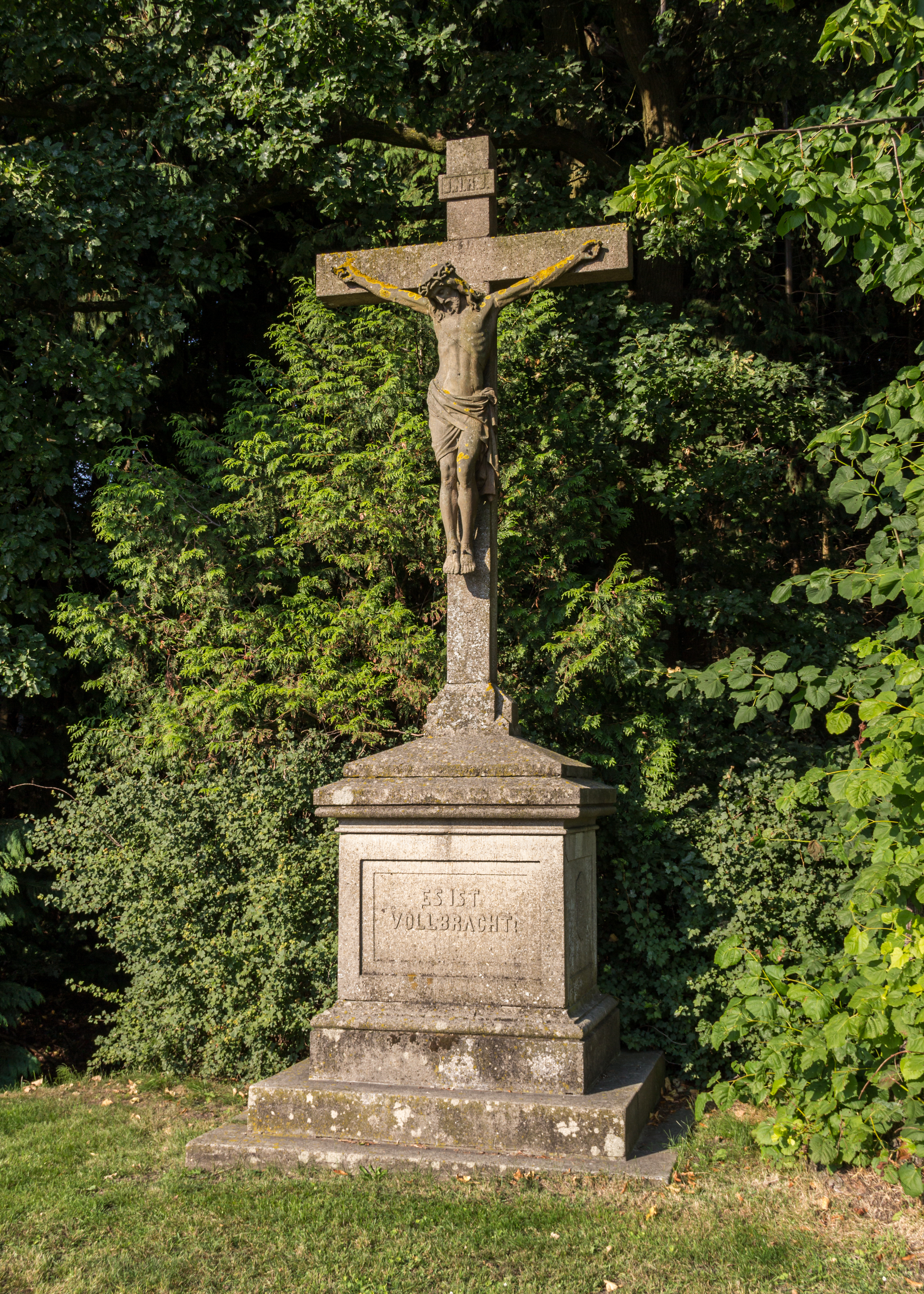
Wegkreuz beim Haus Merfeld, Münsterland
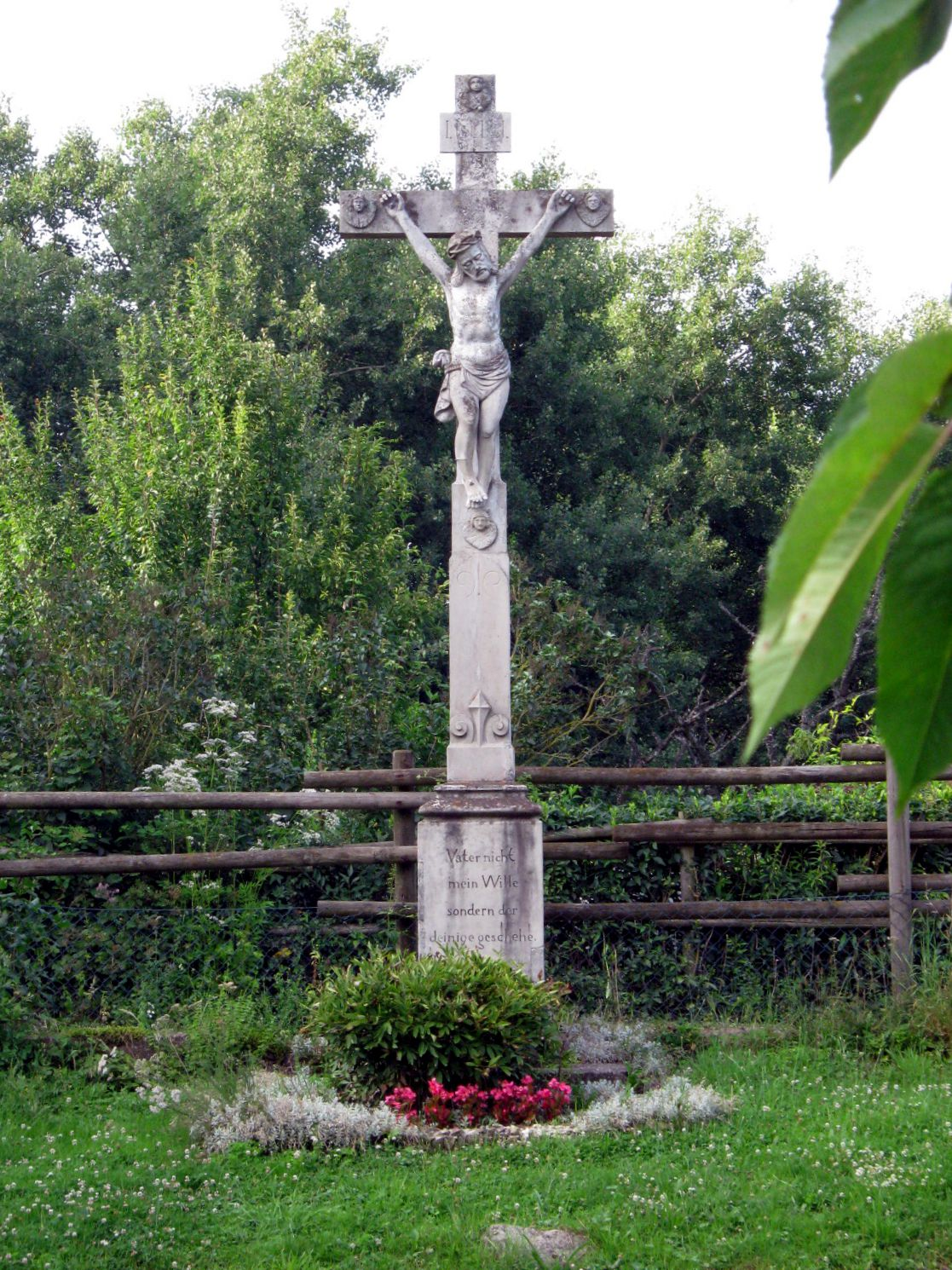
Steinernes Wegkreuz in Baden-Baden
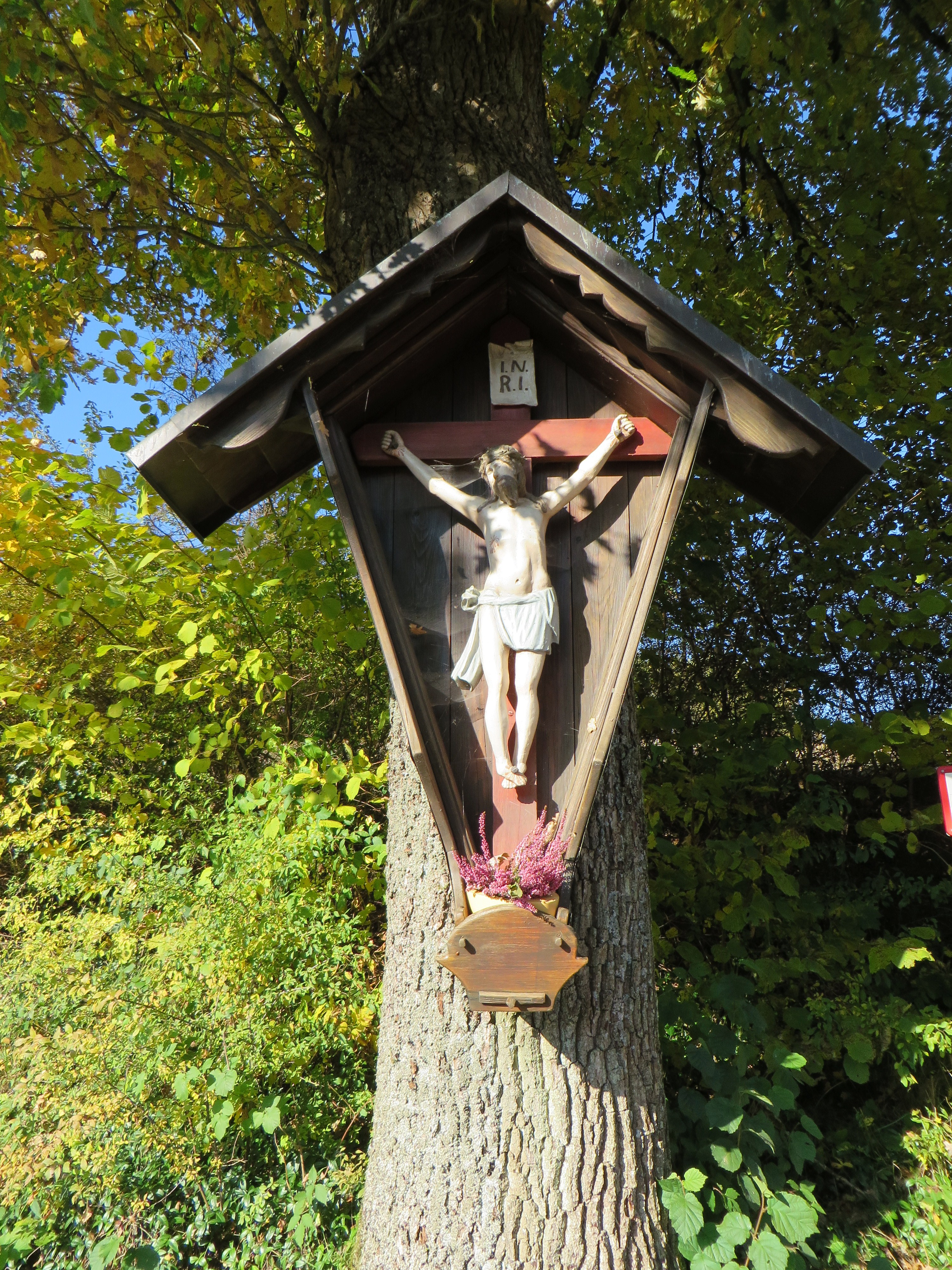
Wegkreuz in Attendorn-Erlen, Nähe Listerscheid
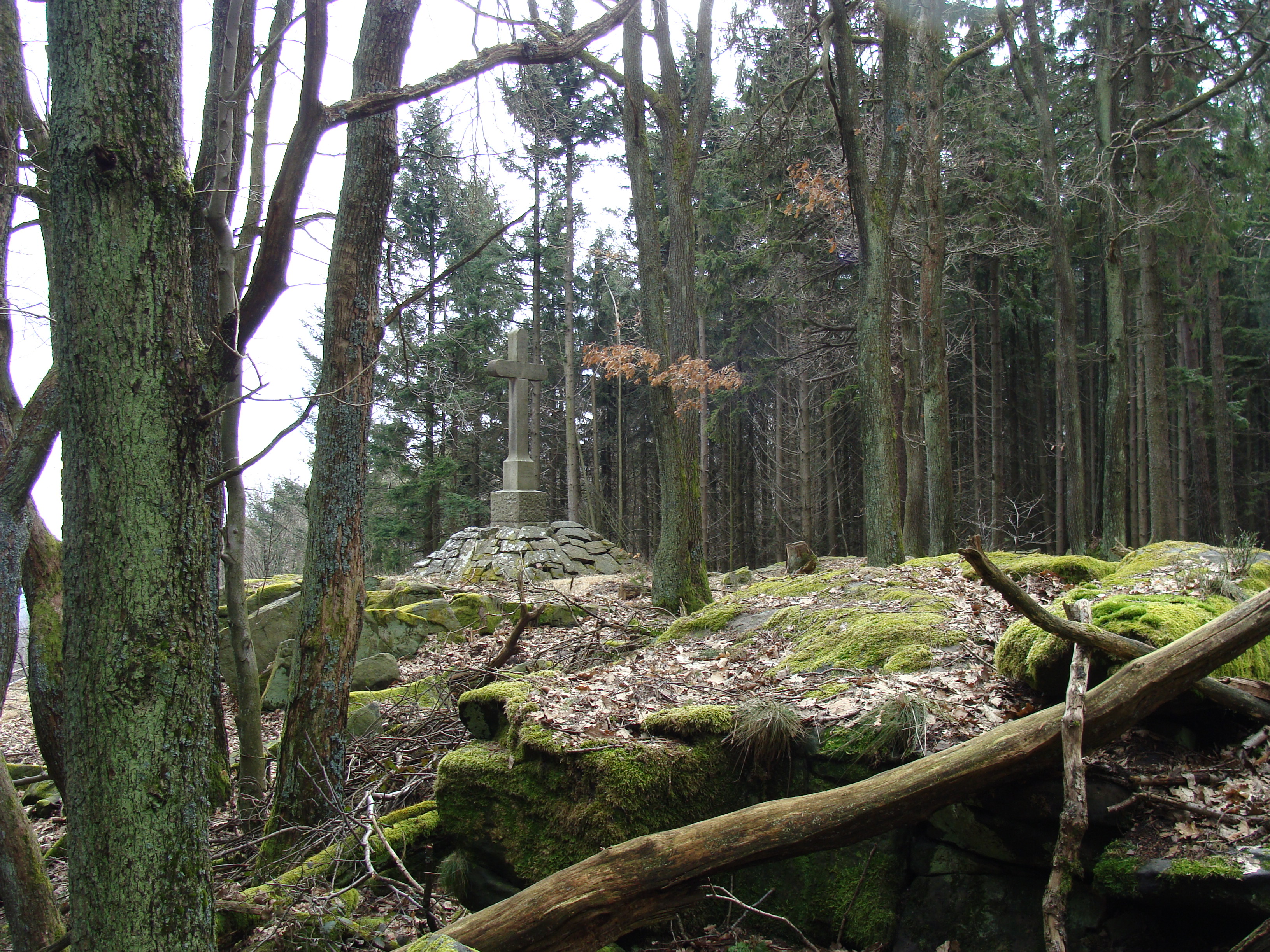
Wetterkreuz auf dem Teufelsberg im Pfälzerwald, errichtet 1909
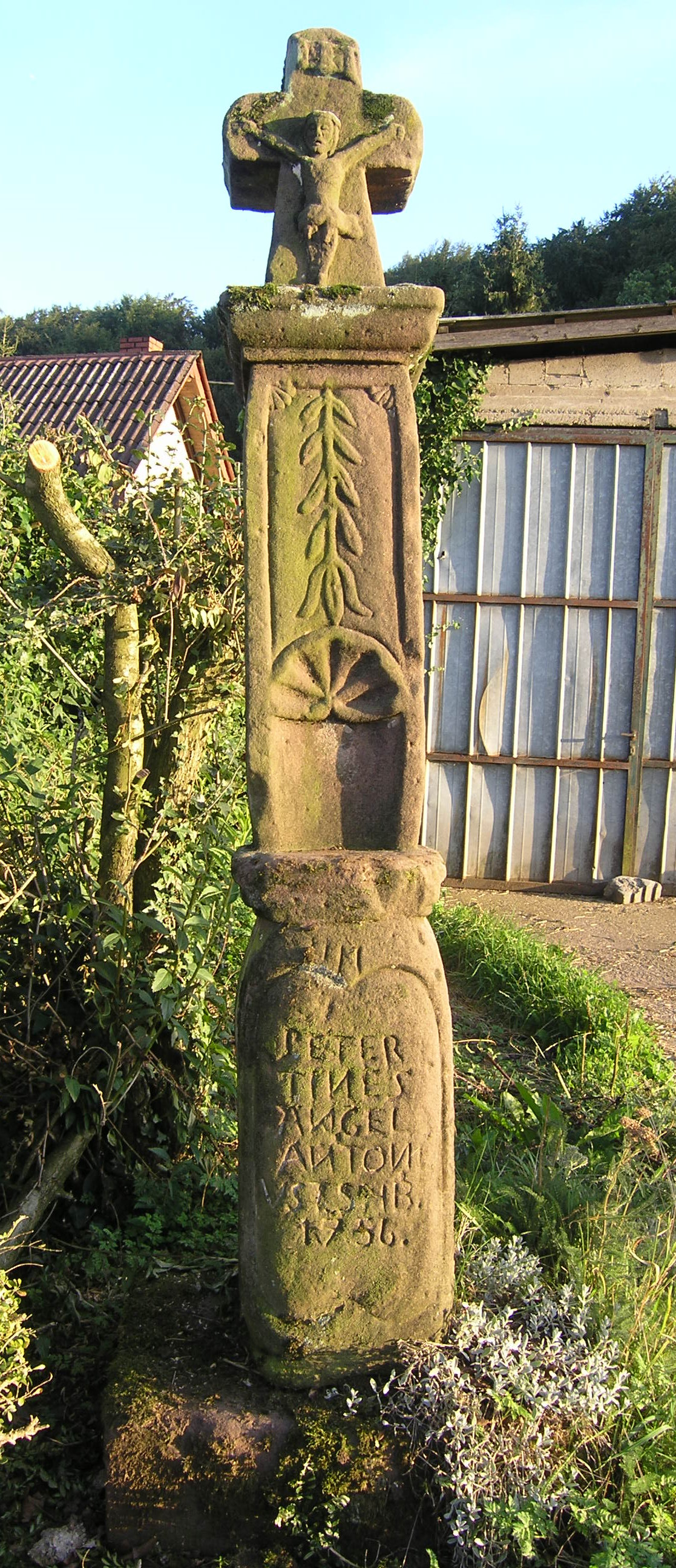
Wegekreuz von 1756 in Utscheid (Eifel)
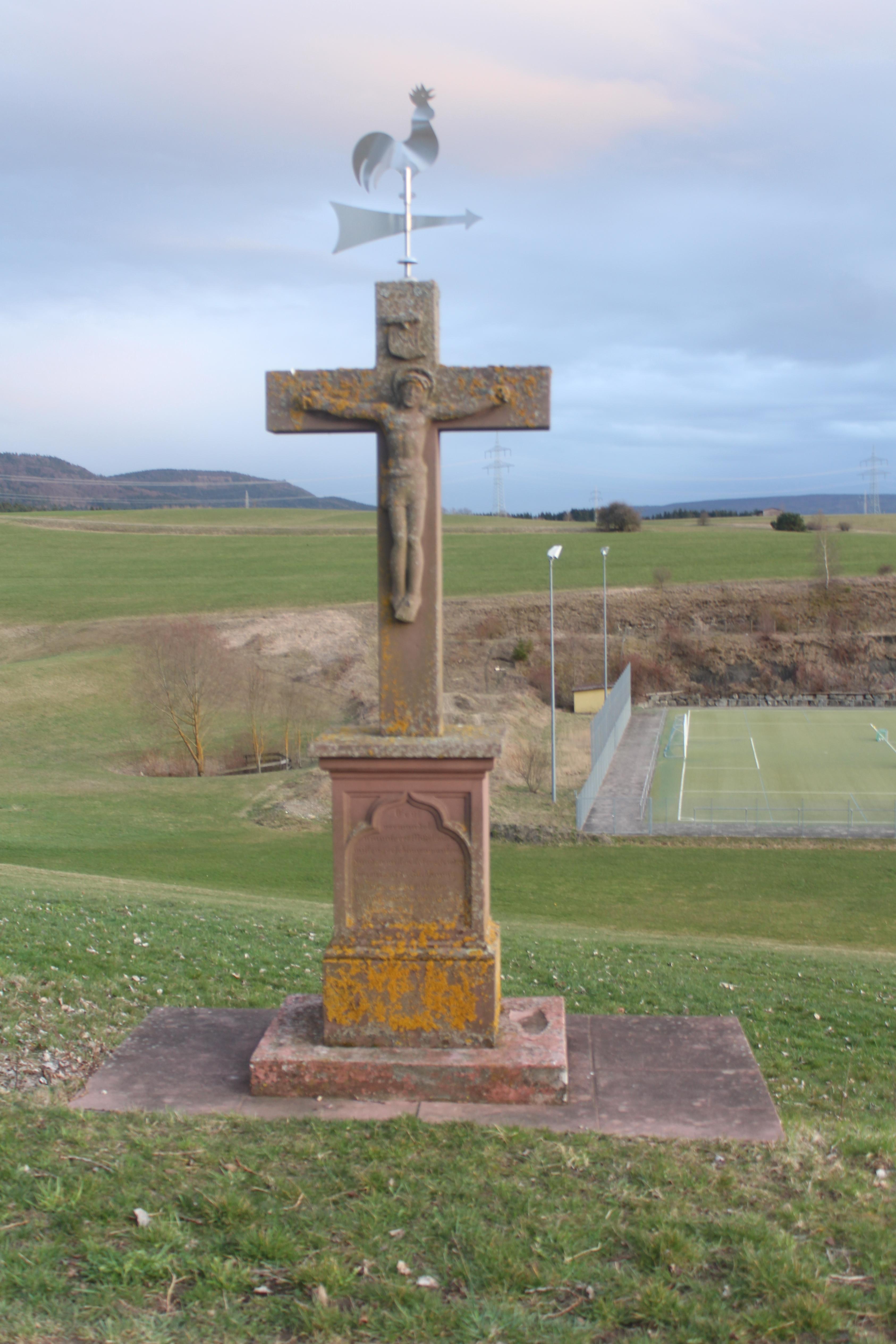
Wegkreuz mit Wetterfahne bei Frittlingen
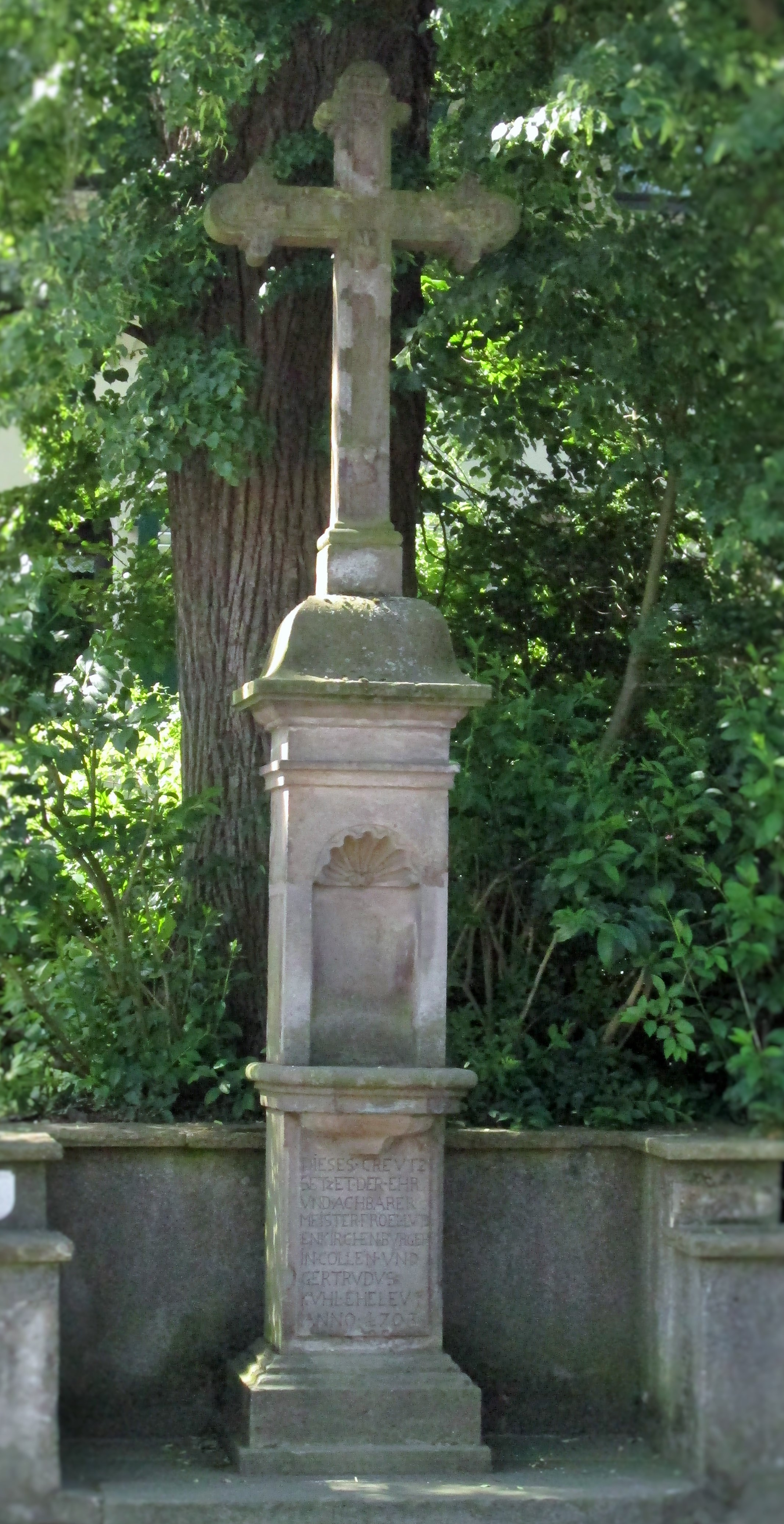
Hagelkreuz mit Expositionsnische in Leverkusen-Quettingen
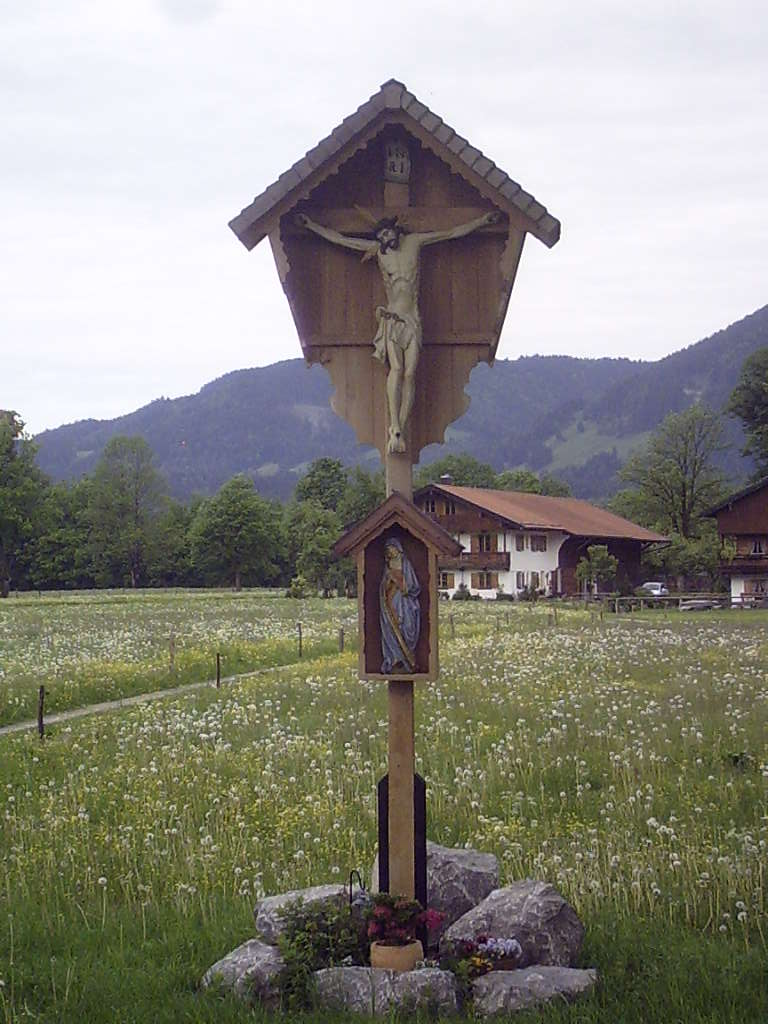
Bayerisches Marterl bei Gaißach im Isarwinkel
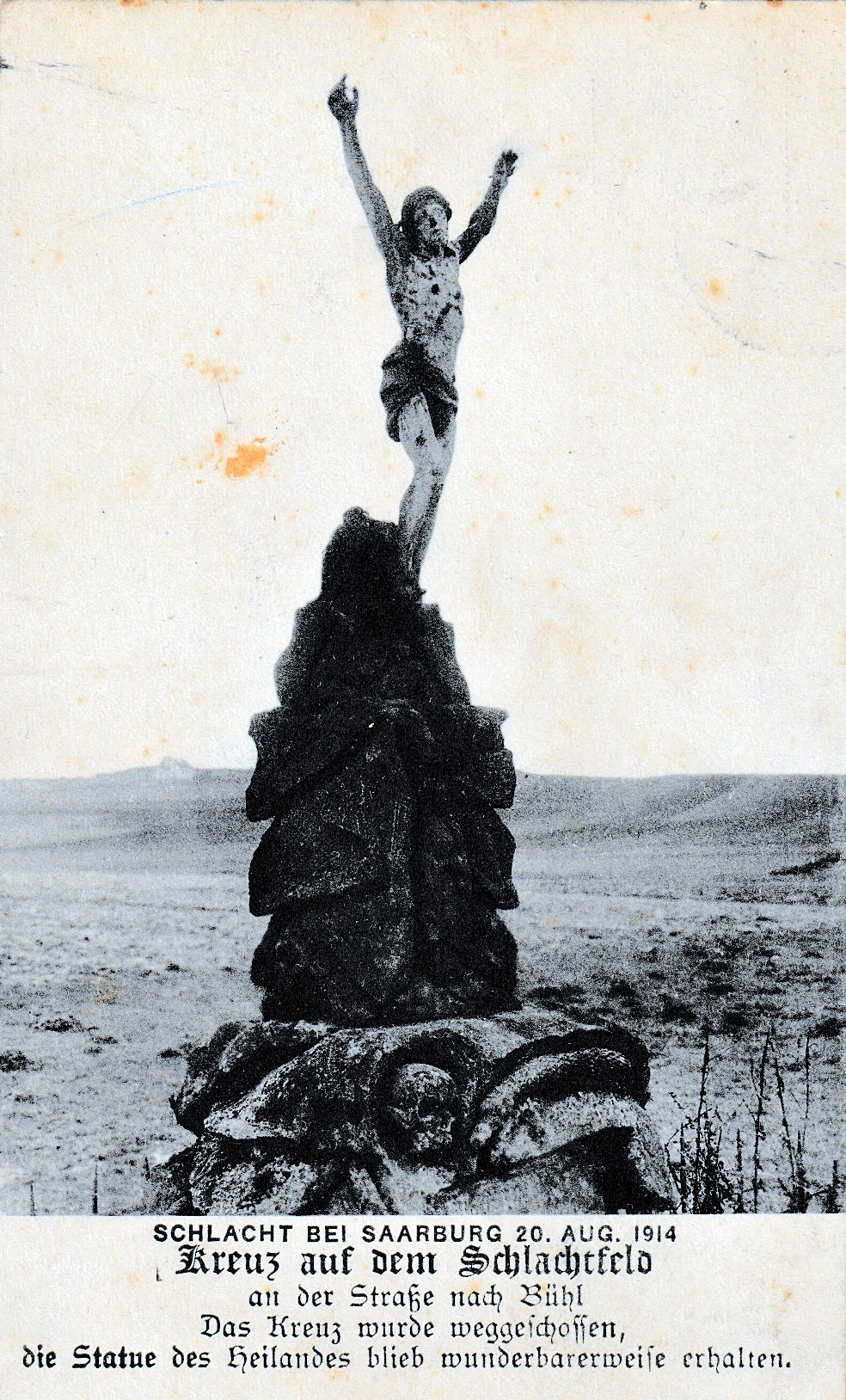
Das Kreuz von Saarburg
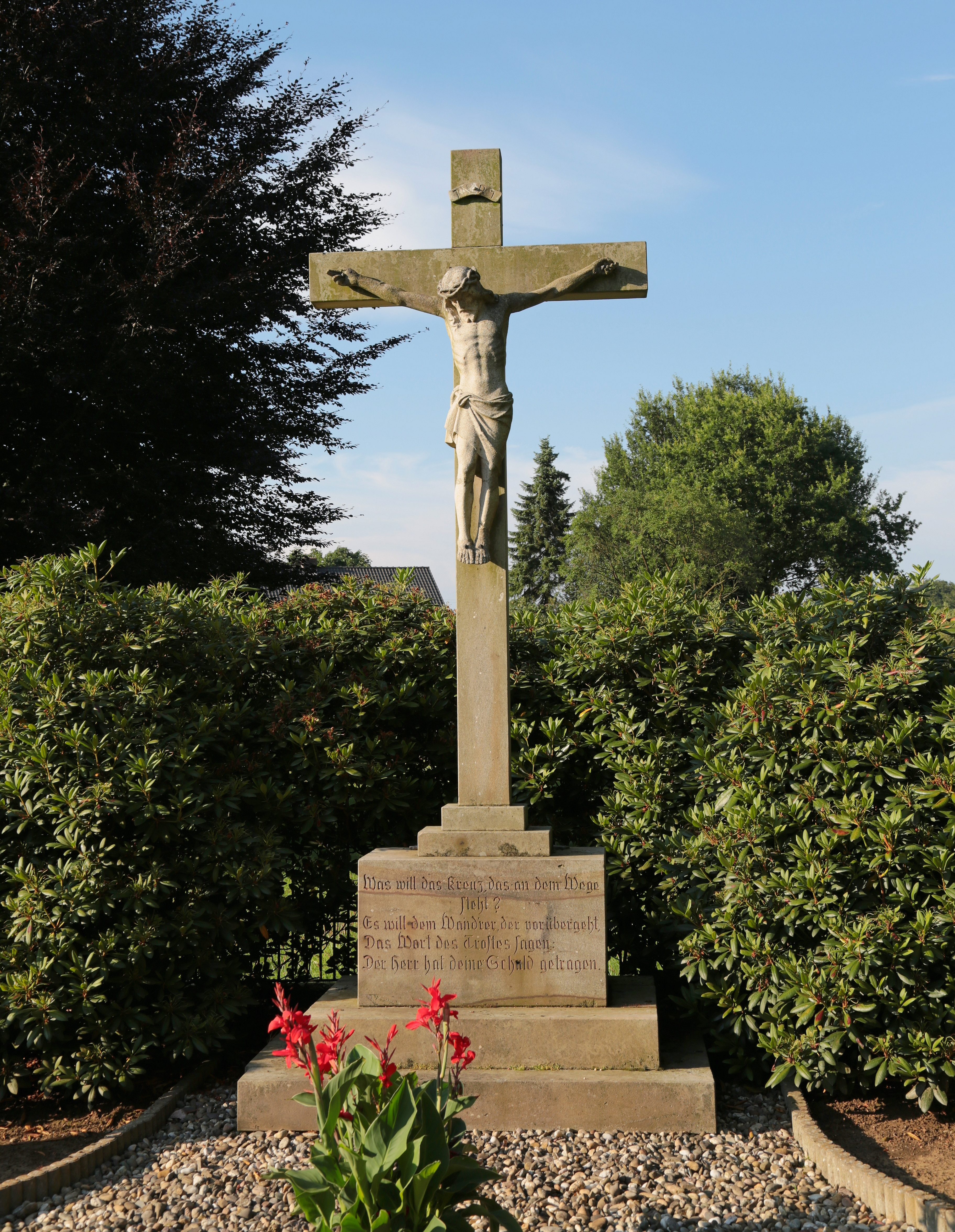
Das Hofkreuz Mersch in Ibbenbüren
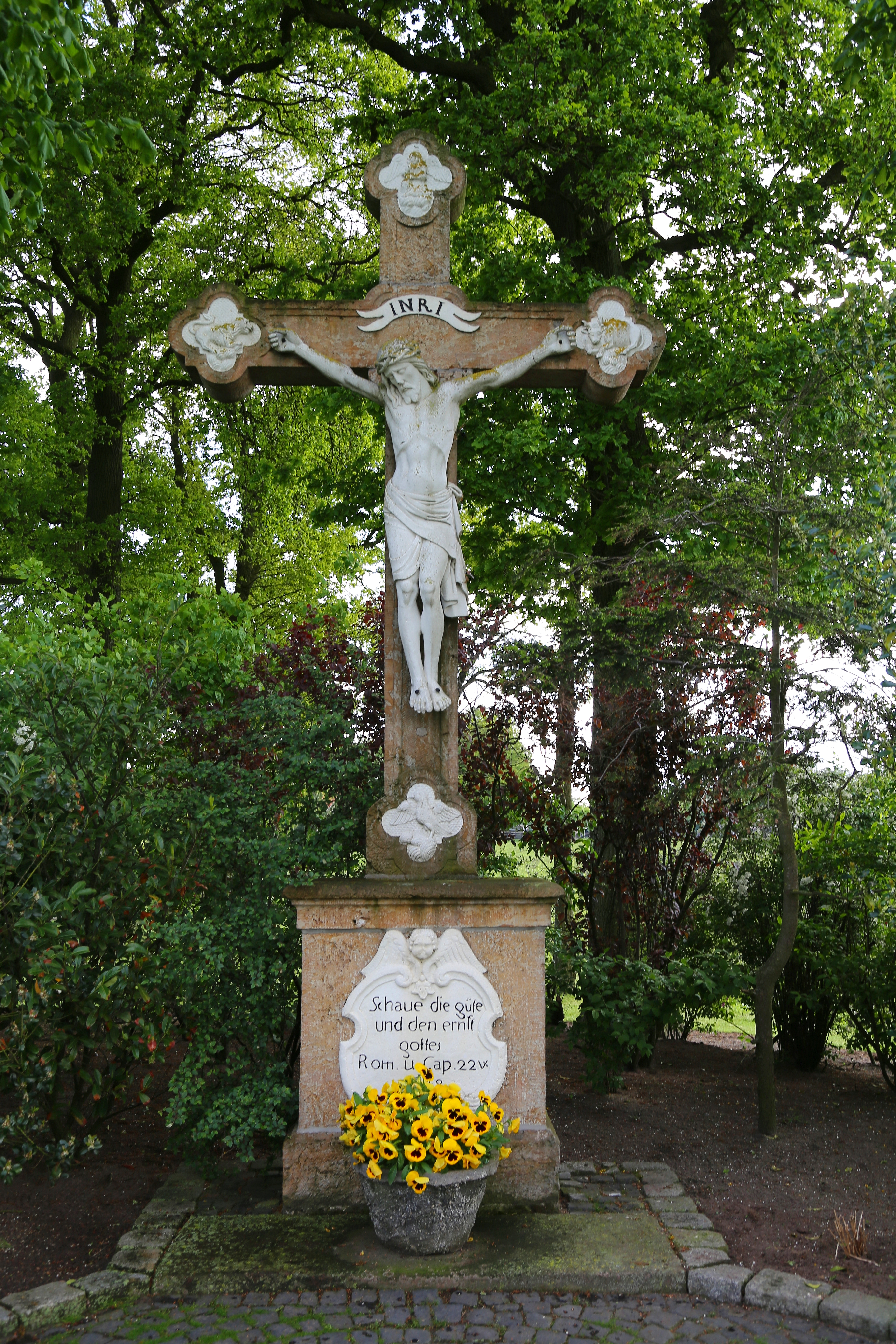
Das Hochkreuz Wiewels Krüss in Hopsten-Breischen
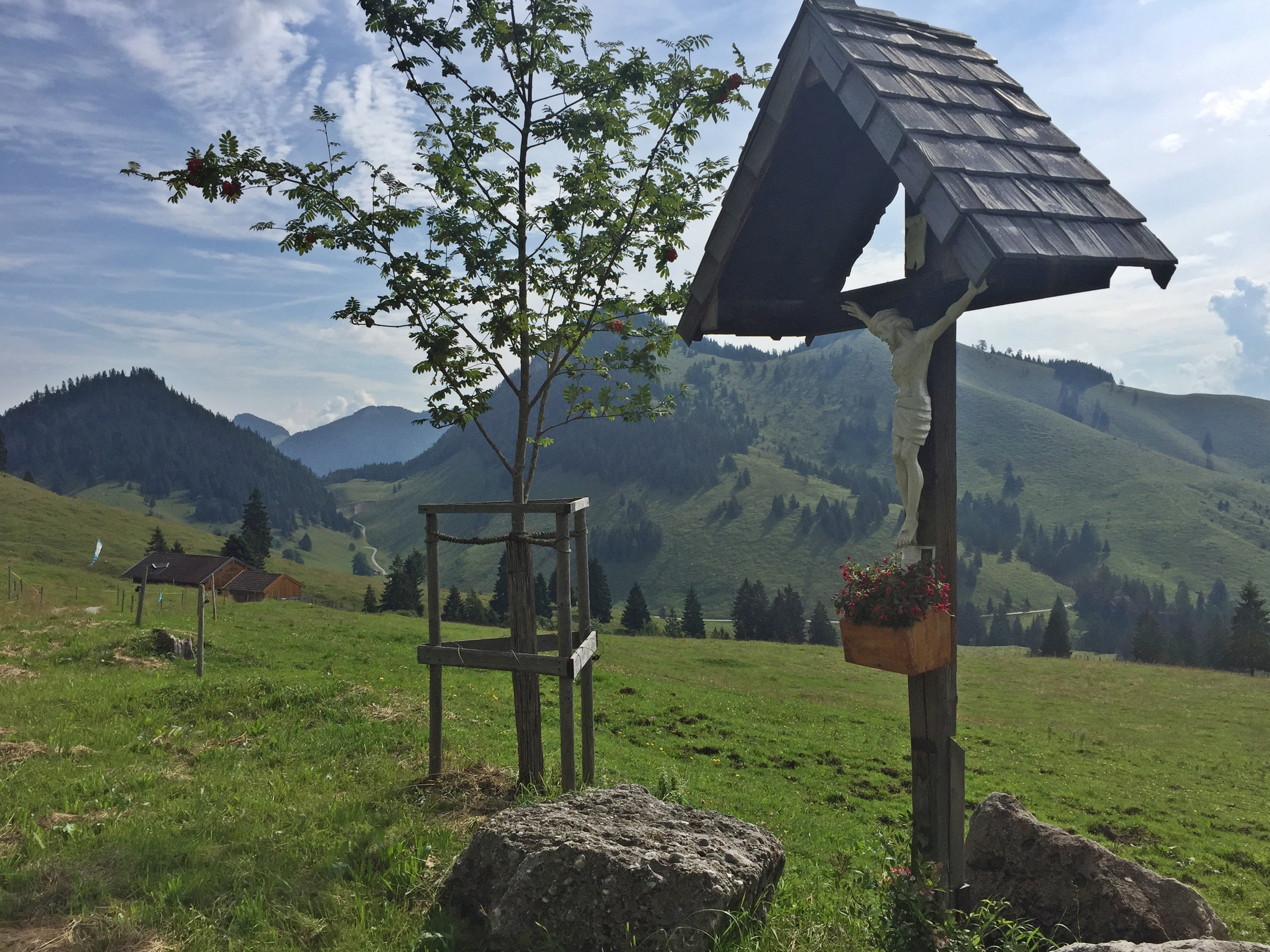
Wegekreuz am Jackelberg (Bayerische Voralpen)
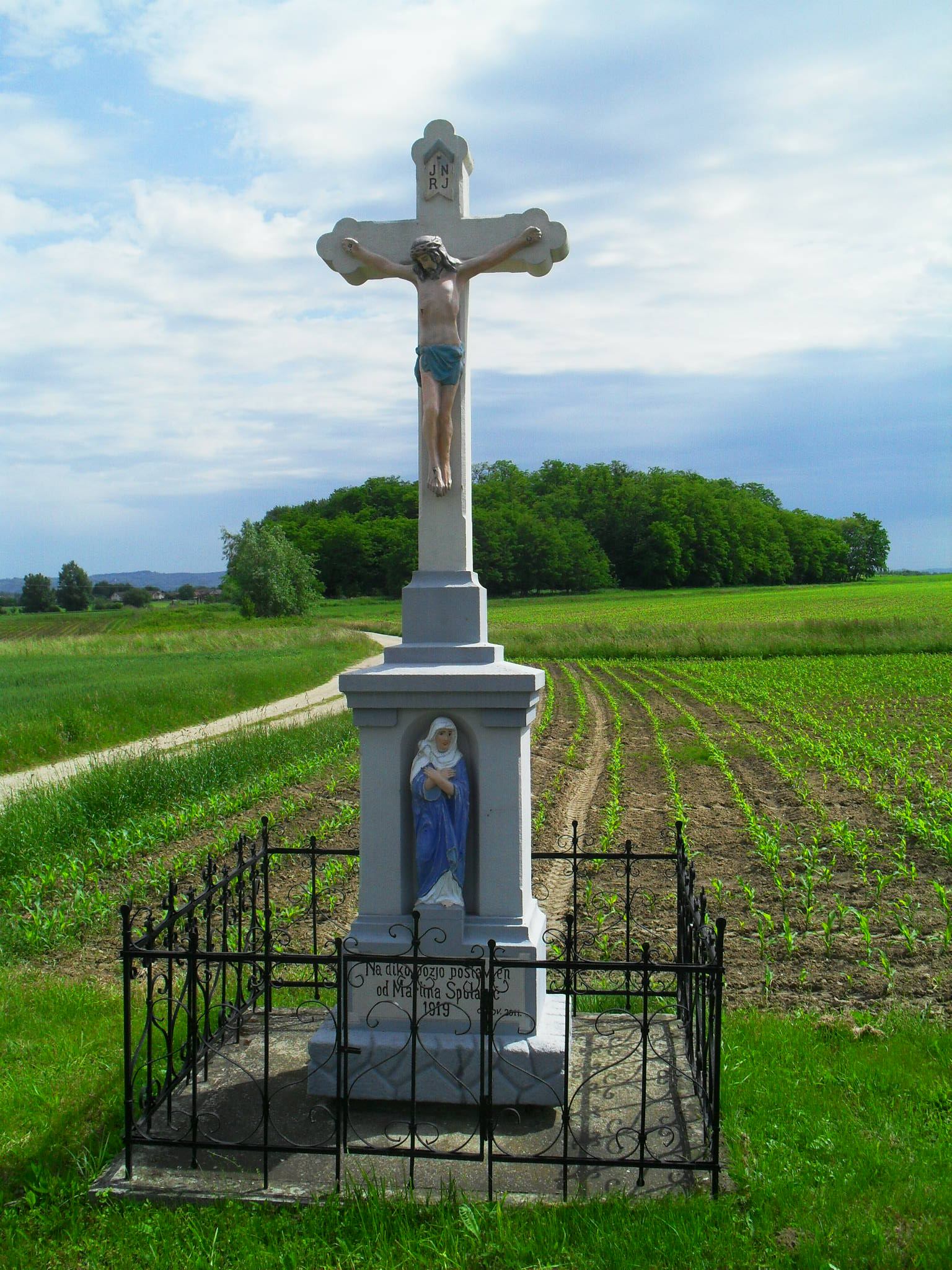
Wegkreuz in Međimurje
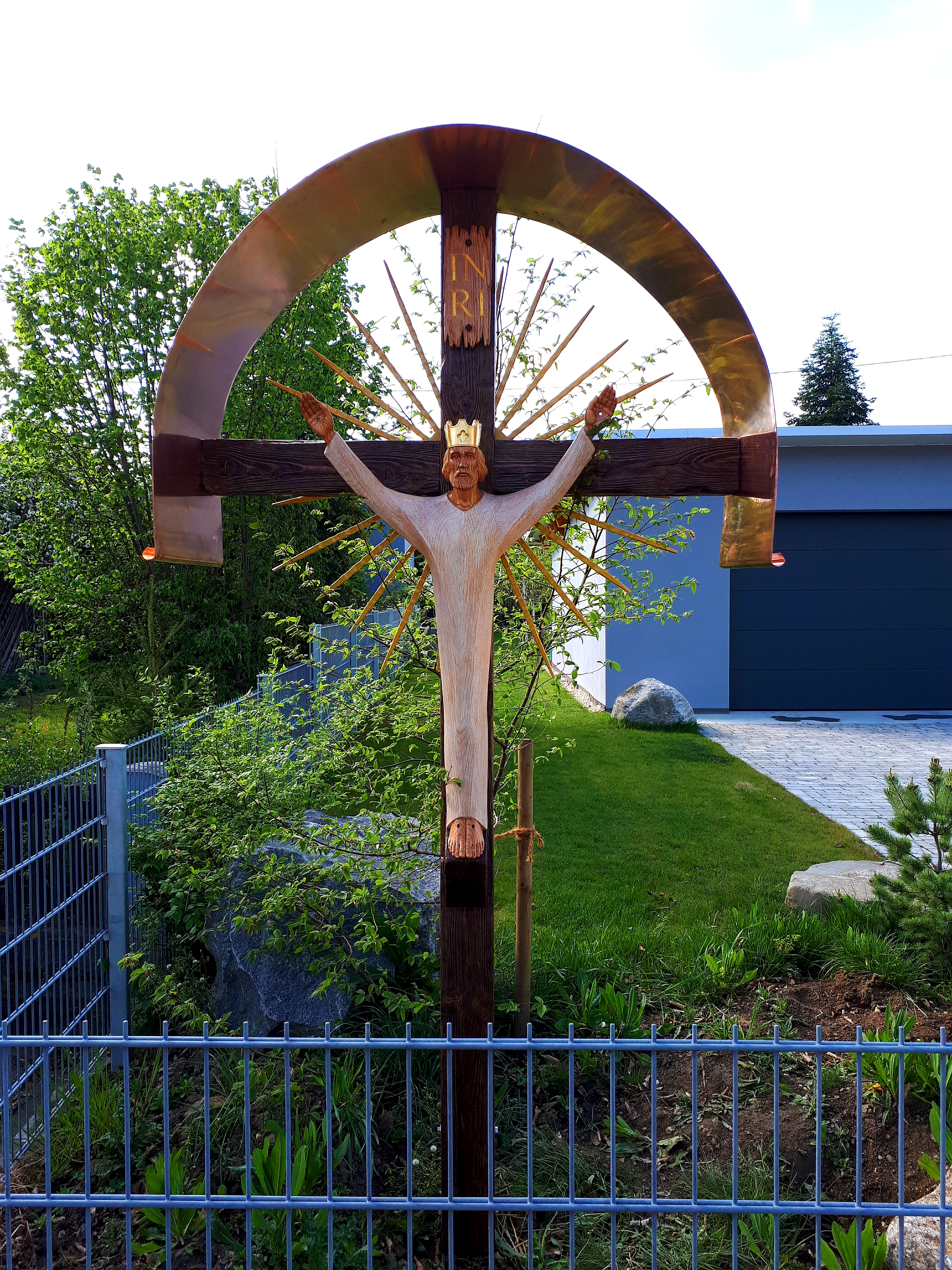
Modernes Hofkreuz in Offingen
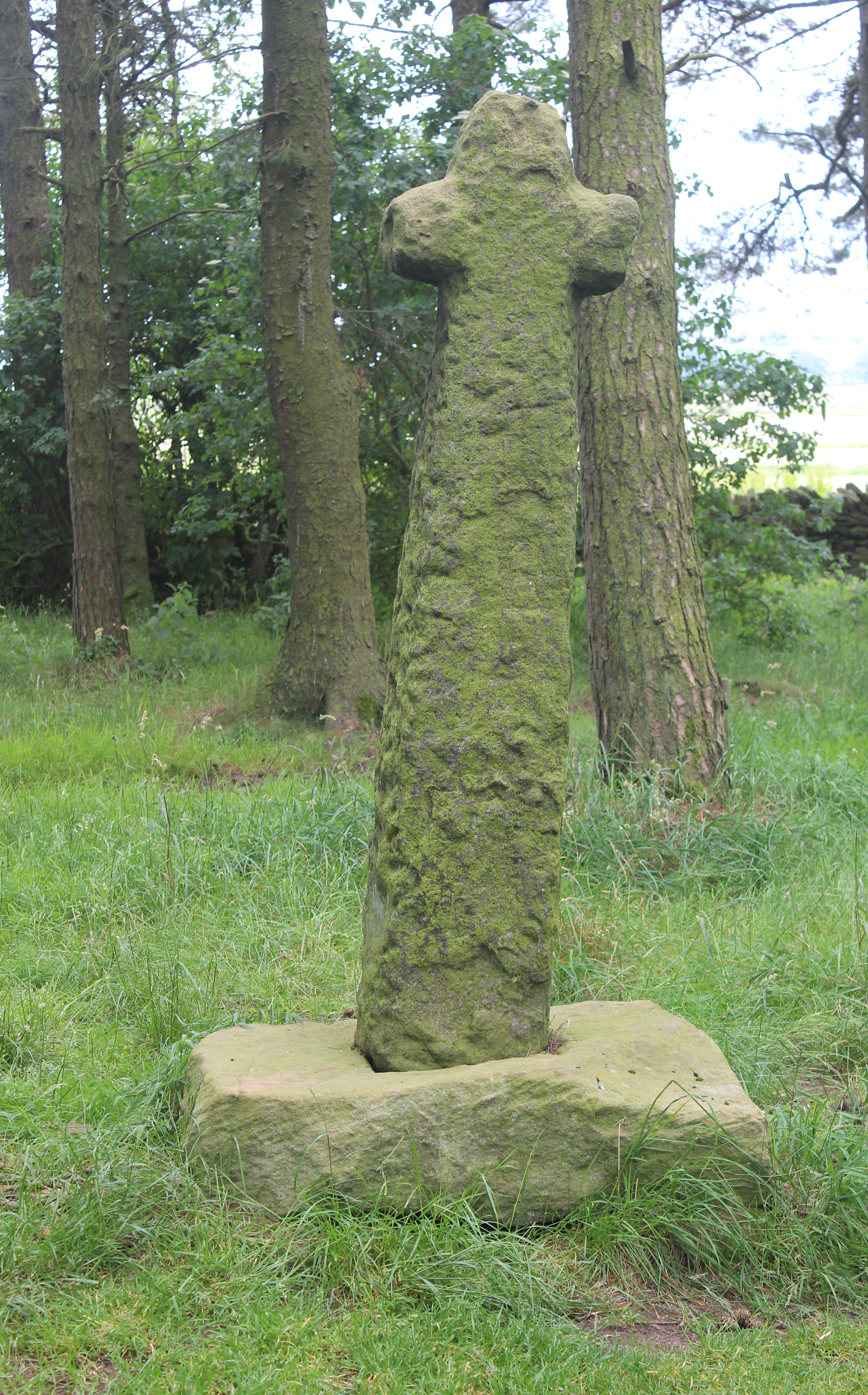
Wegkreuz, Shillito, Derbyshire, England
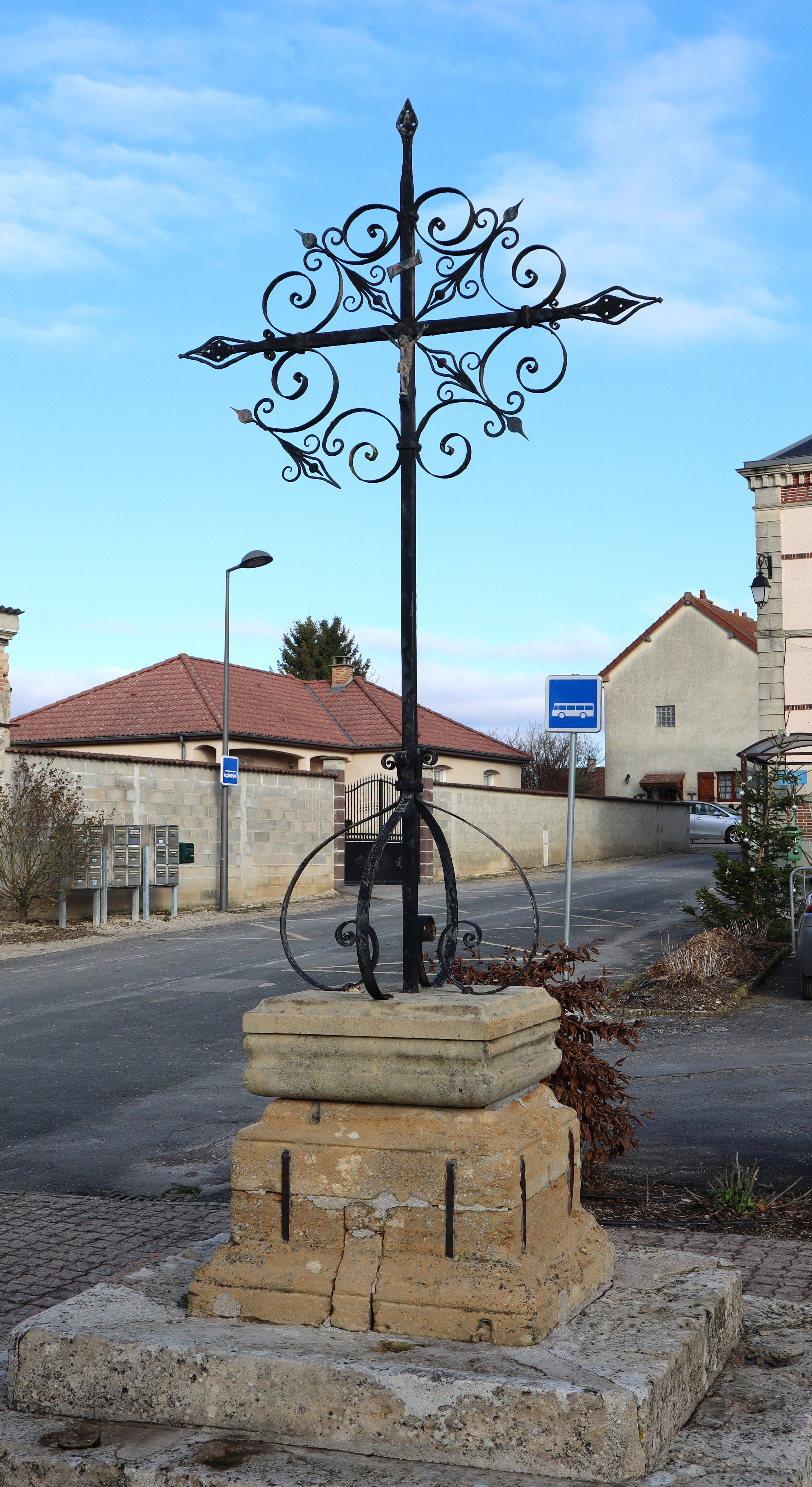
Wegekreuz aus Eisen in Vraux, Frankreich
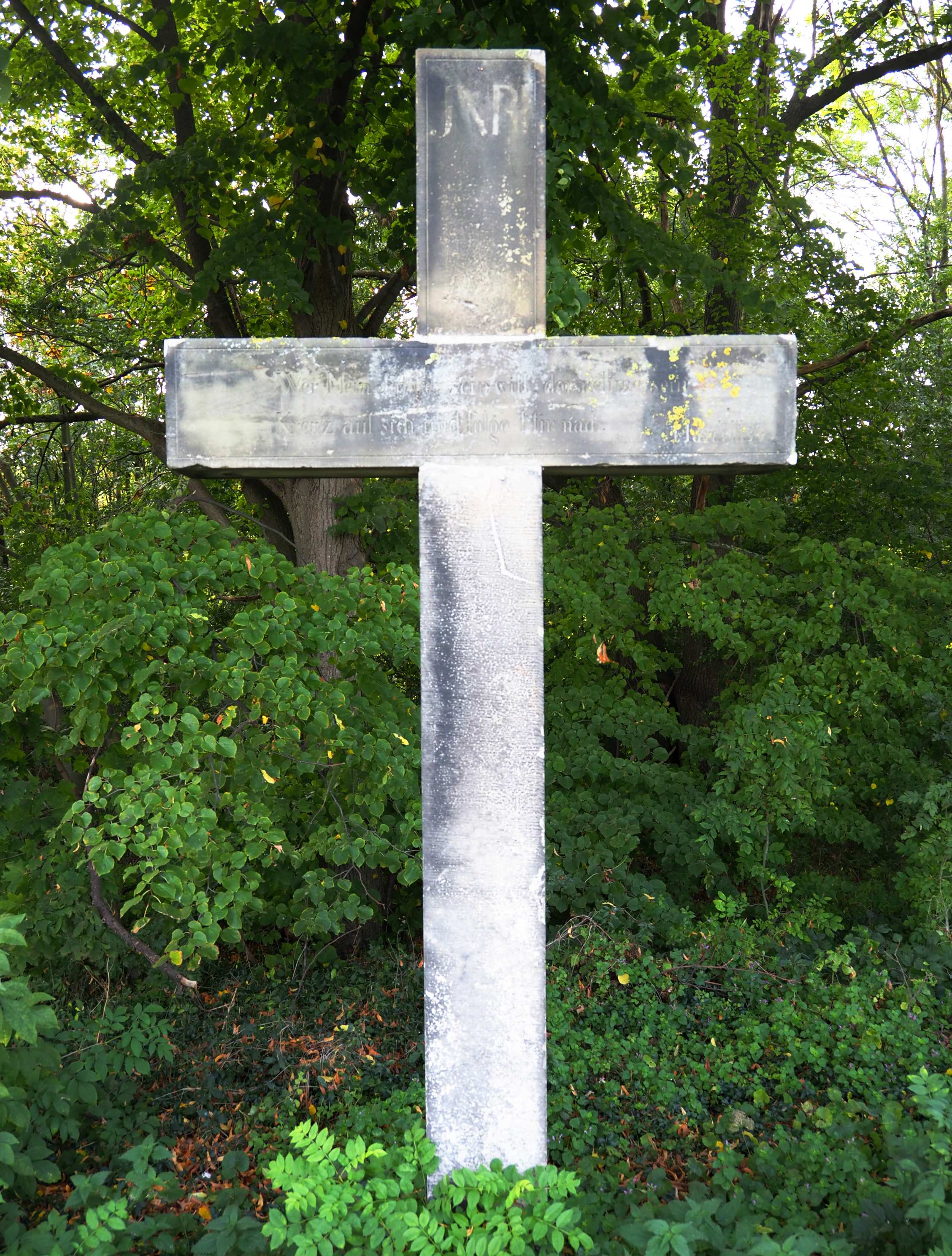
Kreuz mit Inschrift an der Bundesstraße 6 bei Hildesheim
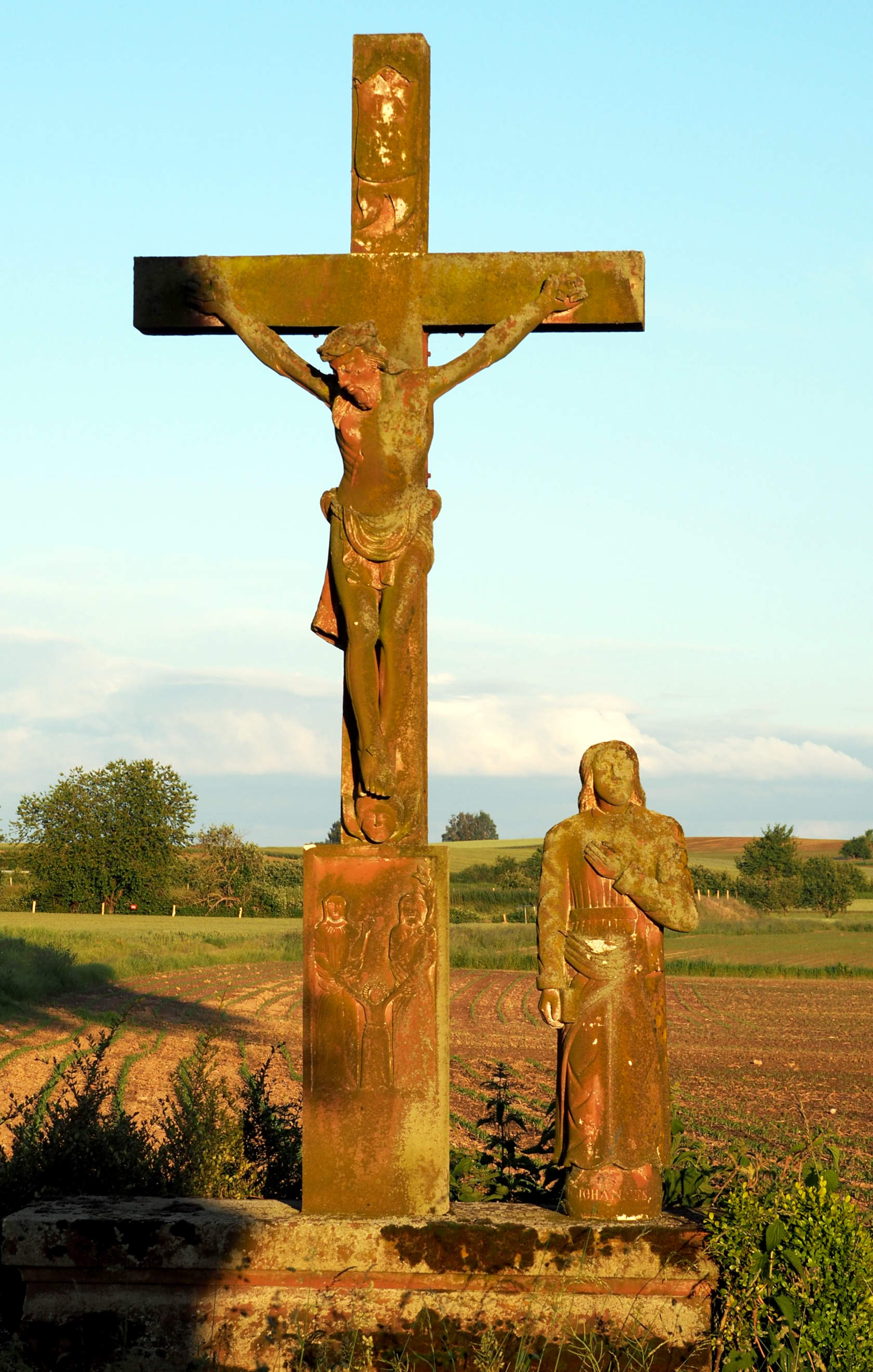
Wegkreuz als Kalvarie mit Johannes, im Elsass